# Austrian Airlines
Austrian Airlines (kurz Austrian bzw. AUA) ist mit einem Netz von weltweit mehr als 120 Flugzielen und 13,9 Millionen transportierten Passagieren im Jahr 2023 Österreichs größte Fluggesellschaft. Sie betreibt ein Drehkreuz am Flughafen Wien. Die vormals staatliche Airline gehört seit 2009 zur Lufthansa Group. Sie ist Mitglied der Luftfahrtallianz Star Alliance und Partner des Vielfliegerprogramms Miles & More.

## Geschichte

### Gründung und erste Jahre

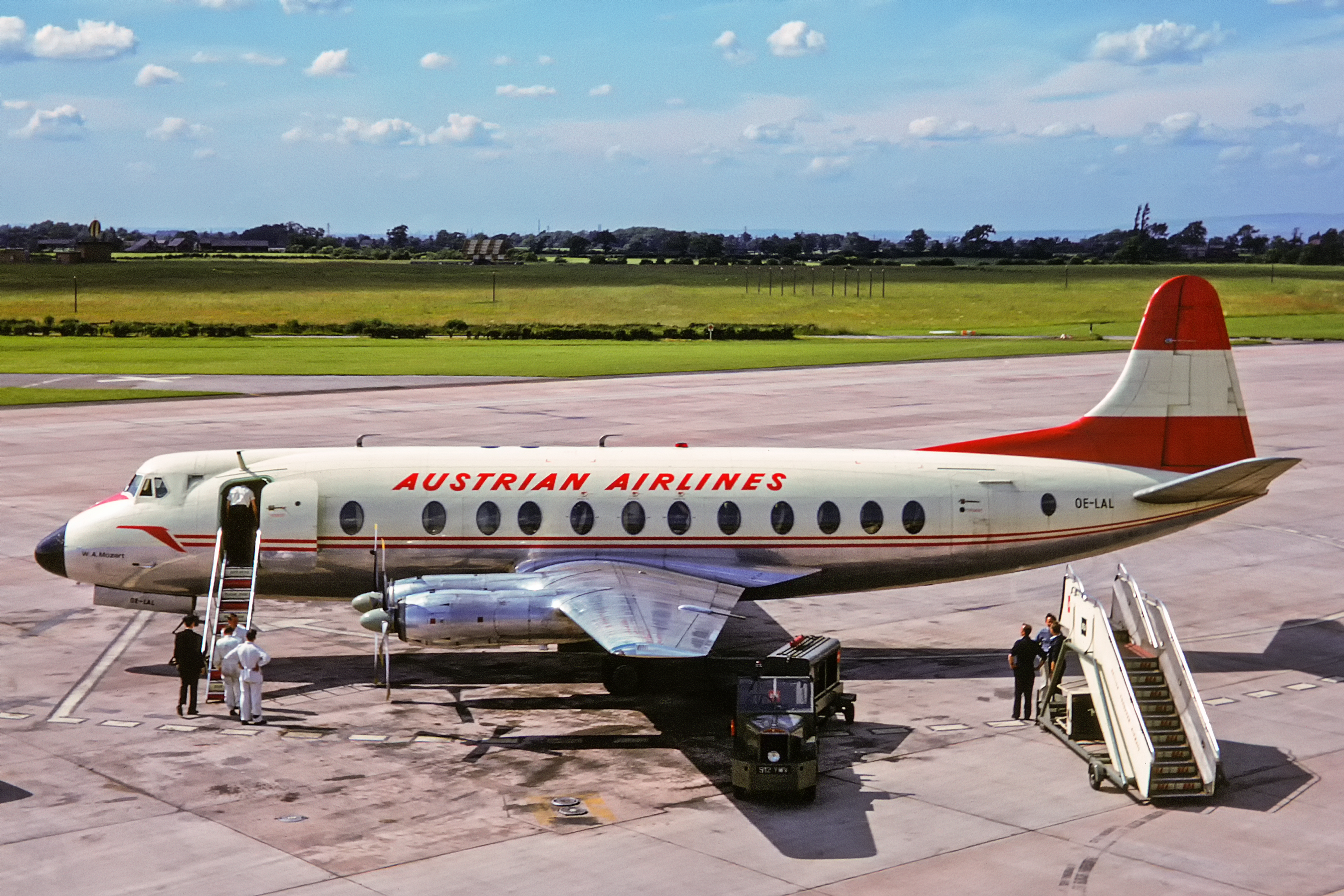
Vickers Viscount der Austrian in Manchester (1965)

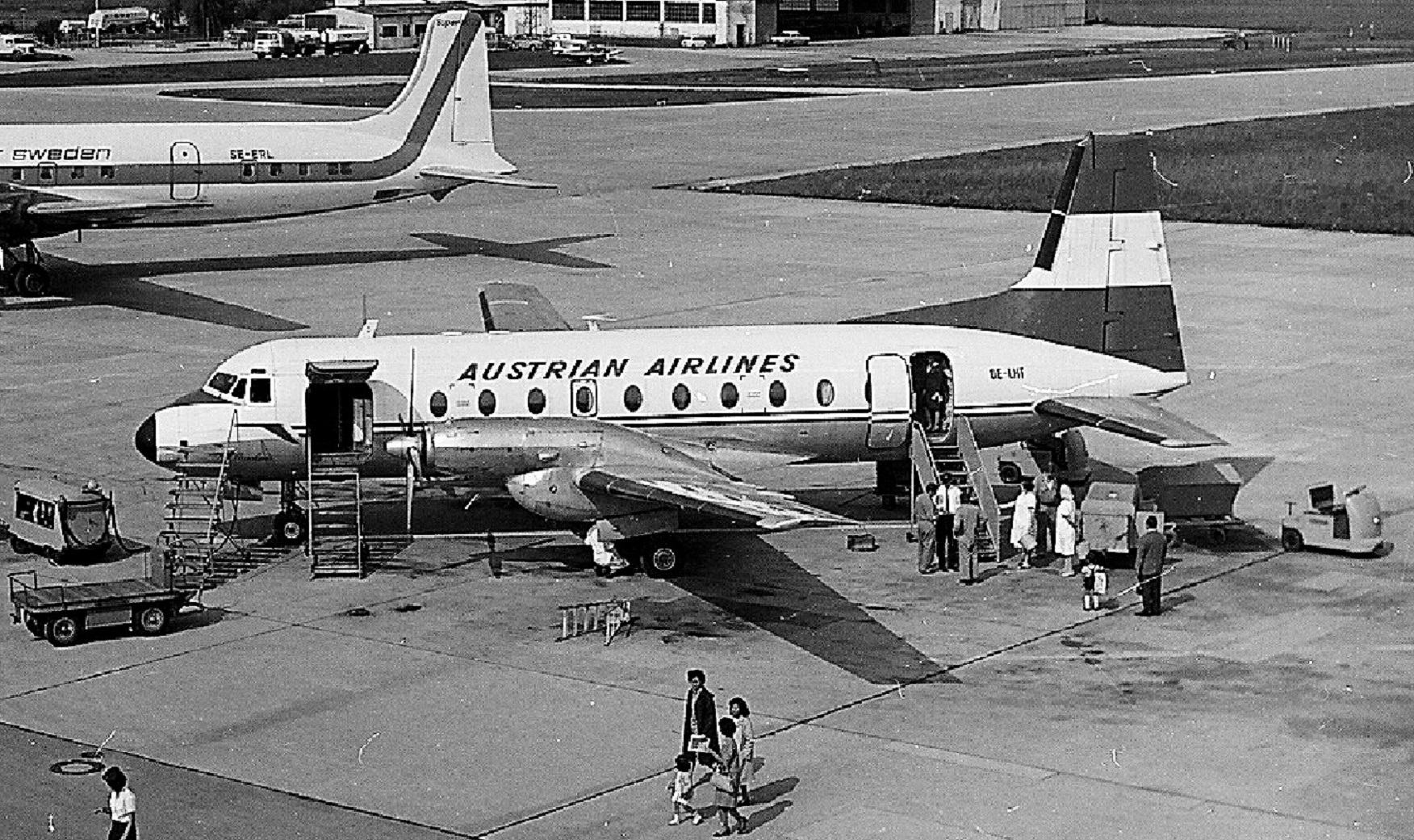
HS 748 der Austrian in Salzburg (1968)

Die Austrian Airlines Österreichische Luftverkehrs Aktiengesellschaft wurde am 30. September 1957 im großen Sitzungssaal der Creditanstalt-Bankverein in der Wiener Schottengasse gegründet, nachdem sich gemäß einem Koalitionsabkommen die 1955 gegründete „schwarze“ (ÖVP-nahe) Air Austria und die „rote“ (SPÖ-nahe) Austrian Airways zusammenschlossen (siehe Proporz). Die Österreichische Luftverkehrs AG ÖLAG bestand hingegen schon in den Zwischenkriegsjahren und hatte den Flughafen Aspern als Hauptflugplatz. Ihren Jungfernflug absolvierte Austrian mit vier Vickers Viscount am 31. März 1958 von Wien nach London. In den 1960er Jahren wurden auch drei DC-3 für Inlands- und Frachtflüge eingesetzt. Zwei Turbopropflugzeuge des Typs Hawker Siddeley HS 748 wurden 1966 erworben, aber schon nach wenigen Jahren wieder veräußert.
Von 1962 bis 1968 wurde die Austrian von Lambert Konschegg als einem von zwei Vorständen geleitet.

### Austrian im Jet-Zeitalter

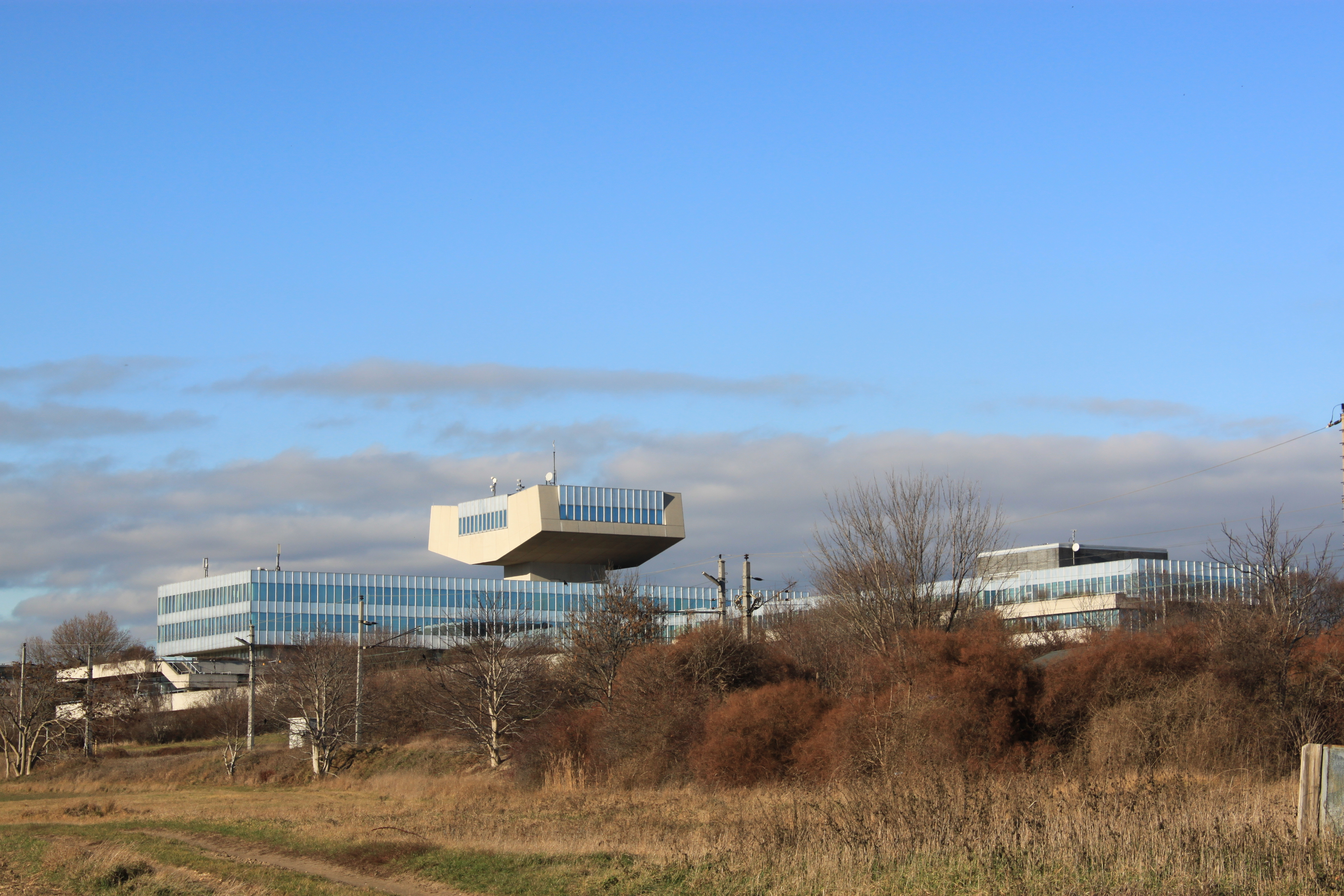
Ehemalige AUA-Hauptverwaltung in Wien-Oberlaa mit stilisierter Heckflosse der DC-9 als architektonischer Aufsatz auf dem Gebäude (2012/13 abgerissen)

Ihr erstes Strahlflugzeug bestellte Austrian am 18. Februar 1963 mit einer Sud Aviation Caravelle. Ab 1971 standardisierte Austrian innerhalb einer sehr kurzen Zeit ihre Flotte auf neun Douglas DC-9-32, die für viele Jahre das Arbeitspferd der Kurz- und Mittelstrecke darstellen sollte. (Die bedeutende Rolle der DC-9-Familie spiegelte sich auch in der architektonischen Gestaltung des 1978 eröffneten Gebäudes der Hauptverwaltung in der Fontanastraße 1 in Wien-Oberlaa wider, siehe das Bild rechts.) Ab 1975 wurden die ersten von fünf DC-9-51 eingeführt, und 1977 wurde die Fluggesellschaft zusammen mit Swissair Erstkundin der DC-9-80 (später McDonnell Douglas MD-80).
Im Jahr 1976 erhielt die Fluggesellschaft Konkurrenz durch den neueröffneten Flughafen Maribor in Jugoslawien, heute Slowenien, unter anderem durch die Fluggesellschaft Inex-Adria Airways, die billige Flüge in das europäische Ausland anbot und viele Kunden aus Kärnten und der Steiermark anzog.
Ab Oktober 1980 kamen die ersten MD-81 zum Einsatz und ermöglichten eine Ausweitung der Operation. Im Jahr 1984 wurde Austrian Erstkundin der MD-87 und war maßgeblich an diesem Konzept beteiligt. 1985 wurden erstmals mehr als zwei Millionen Passagiere innerhalb eines Jahres befördert. Ab Ende 1987 kamen die ersten MD-87 und ab 1990 auch die MD-83 zum Einsatz, während man von den 13 MD-81 insgesamt sechs Flugzeuge auf MD-82-Standard modifizierte. Damalige Vorstände der Gesellschaft waren Anton Heschgl (von 1969 bis 1993) und Hubert Papousek (von 1969 bis 1990).

### Entwicklung von 1990 bis 2008

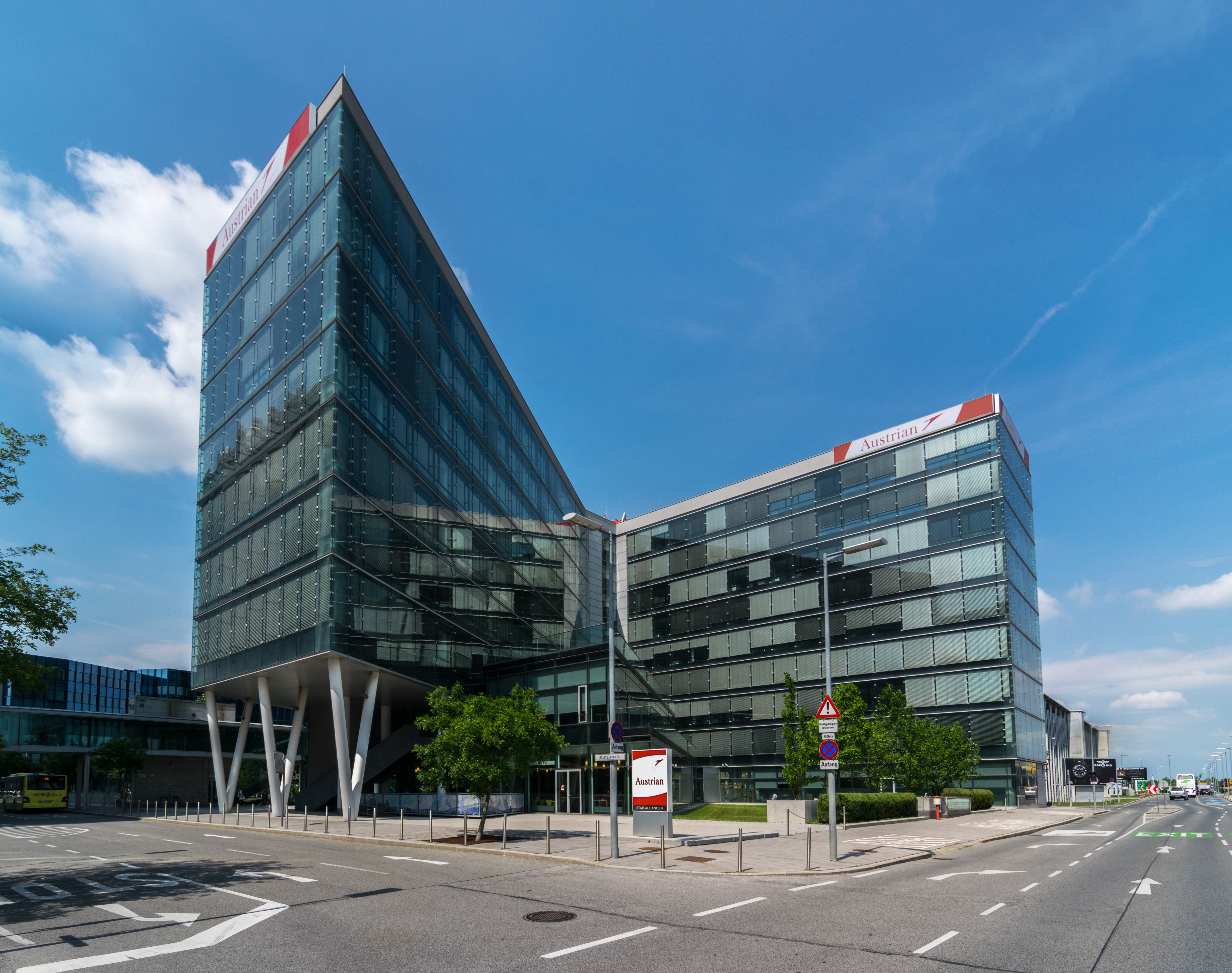
Die aktuelle Unternehmenszentrale der Austrian Airlines am Gelände des Flughafens Wien

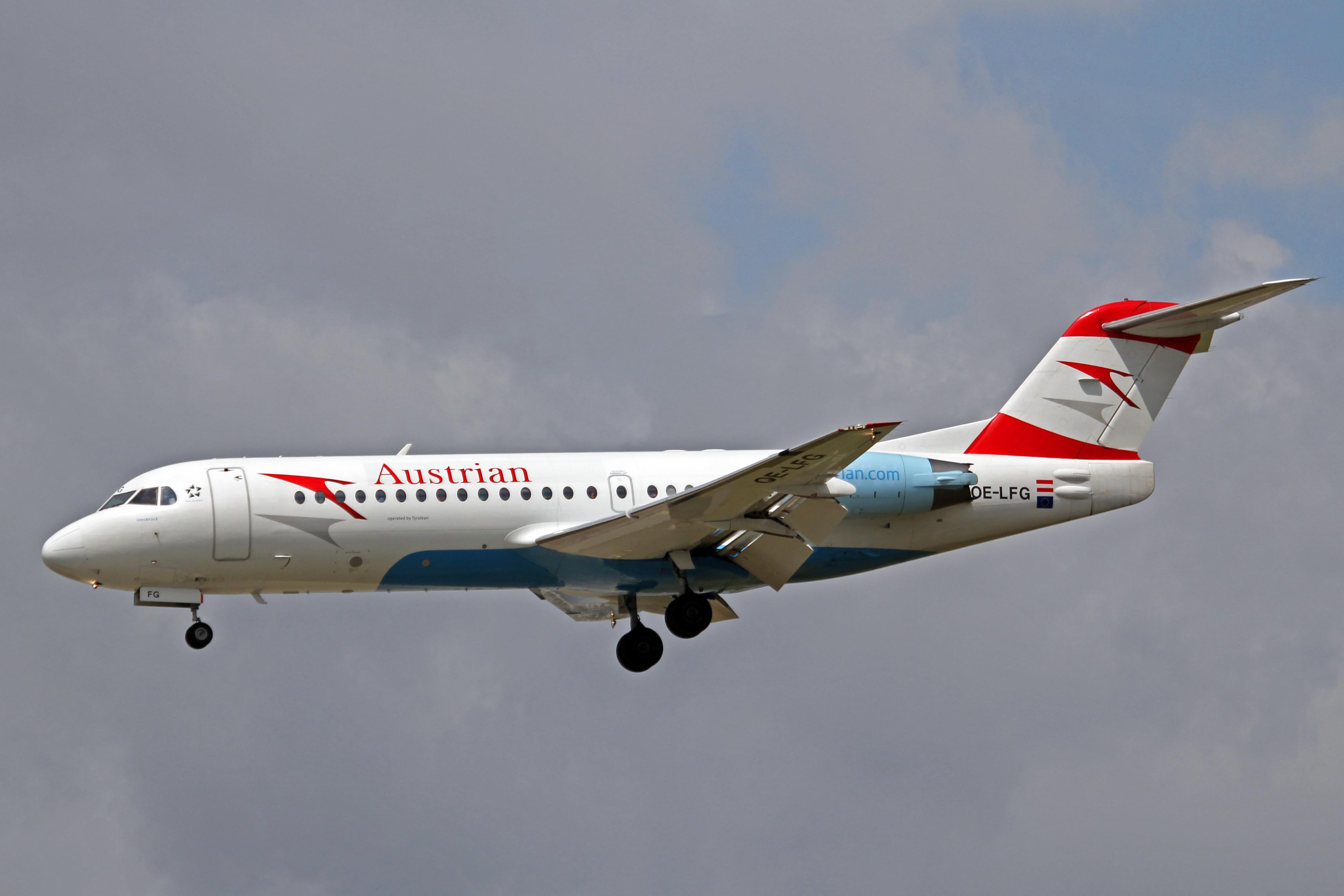
Fokker 70 der Austrian in Frankfurt (2013)

Die 1990er Jahre waren dominiert von Luftfahrt-Allianzen und Kooperationen. Austrian war eine der ersten Airlines mit multinationalen Partnerschaften, als sie in die Qualiflyer Group unter Federführung der Swissair eintrat. Es war auch eine Zeit der raschen Expansionen in Übersee wie Südafrika und die Volksrepublik China. Ende der 1990er Jahre erfolgte ein Zerwürfnis mit Swissair, da sich die Swissair ohne Wissen der Austrian an ihr beteiligen wollte. 2000 folgte der Beitritt zur „Star Alliance“ und 2002 die Übernahme der Lauda Air, die sich in der Folge auf die Urlaubs- und Charterflüge innerhalb der Austrian Airlines Group spezialisierte. Die Tochter Tyrolean Airways spezialisierte sich unter dem Markennamen Austrian Arrows operated by Tyrolean auf Regionalflüge. Die zuvor gekaufte Rheintalflug wurde mit „Tyrolean Airways“ fusioniert. In den Jahren 1993 bis 2001 bildeten Herbert Bammer und Mario Rehulka das AUA-Führungsteam, von 2001 bis 2006 war der ehemalige SAS-Manager Vagn Sörensen als Vorstand tätig.
Im Herbst 2004 wurde der Flugbetrieb der Lauda Air in den Austrian Flugbetrieb integriert. Unter dem Namen Lauda Air – ab 2007 mit dem Zusatz The Austrian Way to Holidays – erfolgte zwar weiterhin Marketing und Verkauf der Urlaubs- und Charterflüge, die Flugdurchführung erfolgte jedoch durch Austrian.
Bis zum Jahr 2005 hat es Austrian geschafft, sich zum Marktführer für Flüge von und nach Zentral- und Osteuropa zu entwickeln. Im Jahr darauf wurde die „Business Class“ mit eigens entworfenen „Lie-Flat-Sitzen“ erneuert. Der Internetanschluss wurde damals allerdings nicht verwirklicht, verursacht durch die Probleme des Betreibers „Connexion by Boeing“.
Ab Oktober 2006 war die Austrian zu einem harten Sparkurs gezwungen. Im folgenden Jahr wurden über 500 Arbeitsplätze abgebaut. Zahlreiche Langstreckenflüge, wie z. B. nach Sydney via Kuala Lumpur sowie die Route Singapur–Melbourne wurden gestrichen. Ebenfalls wurden die Verbindungen nach Kathmandu und Shanghai aus dem Streckennetz der Austrian Airlines entfernt. Die verbliebenen drei Fokker 70 wurden aus dem Austrian-Flugbetrieb gelöst und zu Tyrolean Airways verschoben. Außerdem wurde beschlossen, die Airbus-Langstreckenflotte der AUA (vier A340, vier A330) im Laufe des Jahres 2007 nach und nach im Sinne der Flottenharmonisierung abzubauen. Damit besteht die Austrian-Langstreckenflotte homogen aus Boeing 777 und Boeing 767.
Die ursprüngliche Unternehmenszentrale, die von 1975 bis 1978 nach Plänen von Georg Lippert errichtet worden war und rund 500 Millionen Euro kostete, befand sich in Wien-Oberlaa (Adresse: Fontanastraße 1). Lippert griff damals die zentrale Idee Wilhelm Holzbauers für das neue Amsterdamer Rathaus auf und übernahm sie in vereinfachter Form. Der Firmensitz befand sich auf einem 32.664 m² großen Grundstück, das damals der AUA von der Stadt Wien angeboten worden war, um eine Abwanderung des imageträchtigen Unternehmens nach Niederösterreich zu verhindern. Im Jahr 2007 wurde die Zentrale in ein – ausgerechnet nach Plänen von Wilhelm Holzbauer – von der Flughafen Wien AG errichtetes und von Austrian gemietetes Gebäude an der Adresse Office-Park 2 direkt am Wiener Flughafen und damit nach Niederösterreich verlegt. Der eingetragene Firmensitz blieb jedoch weiterhin in Wien. Durch die Umfirmierung in „Austrian Airlines AG“ fiel der Zusatz „Österreichische Luftverkehrs AG“ weg. Nachdem das Grundstück an die Stadt Wien zurückgefallen war und eine mögliche Nachnutzung, beispielsweise als Fachhochschule, nicht realisiert werden konnte, wurde der Komplex zwischen Herbst 2012 und Frühjahr 2013 ohne größeren Aufruhr aus der Bevölkerung aber doch vereinzelter Kritik abgerissen. Zu den Kritikern des Abrisses zählte unter anderem Jan Tabor, der das Gebäude etwas als „Bauwerk von internationaler Bedeutung“ bezeichnete. In den Folgejahren entstand auf dem Gelände eine Wohnbebauung.
Aus einem leicht positiven Jahresergebnis von 3,3 Mio. Euro im Jahr 2007 mussten die Prognosen für 2008 mehrmals nach unten angepasst werden, Ende November wurde wegen nötiger Flugzeugabschreibungen und Wertpapierverluste ein Jahresverlust von 475 Mio. Euro prognostiziert. Nachdem Alfred Ötsch (Konzernchef von 2006 bis 2009) bei seinem Antritt am 1. April 2006 noch eine Selbständigkeit der Austrian Airlines als unabdingbar ansah, musste er später seine Meinung revidieren.

### Privatisierung und Übernahme durch die Lufthansa
Im Juni 2008 beauftragte die österreichische Regierung die Investmentbank Merrill Lynch, eine Vollprivatisierung durch Übernahme der AUA durch eine ausländische Fluggesellschaft vorzubereiten. Interesse bekundeten zunächst Lufthansa, Air France-KLM, Royal Jordanian, Air China, Turkish Airlines, Aeroflot, S7 Airlines und Singapore Airlines, wovon Lufthansa, Air France-KLM und S7 in die engere Auswahl kamen.
Als das Angebotspaket des letzten verbliebenen Bieters Lufthansa zum Ende des Privatisierungsauftrages am 28. Oktober nicht beschlussfähig war, wurde der Prozess von der österreichischen Bundesregierung bis 31. Dezember 2008 verlängert. Nach dieser Verlängerung gab dann auch S7 ein unverbindliches Angebot ab.
Am 13. November 2008 wurde bekannt, dass die Staatsholding ÖIAG der Deutschen Lufthansa AG den Zuschlag zur Übernahme geben wolle. Lufthansa sollte mit 41,6 % bei Austrian Airlines einsteigen. Der symbolische Kaufpreis für die 36.626.875 Aktien der AUA wurden mit einem Cent je Aktie bestimmt, sohin in Summe mit 366.268,75 Euro. Experten erwarteten einen Abbau von 2000 der 8000 Stellen. Der Verkauf der ÖIAG-Anteile an der AUA an die Deutsche Lufthansa AG wurde am 5. Dezember 2008 durch die ÖIAG bestätigt.
Der Kauf stand unter aufschiebenden Bedingungen. Unter anderem musste die geplante Schuldenübernahme von ungefähr 500 Mio. Euro durch die ÖIAG von der EU-Kommission wettbewerbsrechtlich genehmigt werden. Wegen dieser Schuldenübernahme, die erst nach dem Feststehen der Lufthansa als des letzten Bieters bekanntgegeben wurde, gerieten AUA-CEO Alfred Ötsch und ÖIAG-Vorstand Peter Michaelis unter heftige Kritik. Denn unter diesen Umständen wären möglicherweise, so Beobachter des Verfahrens, auch weitere Luftfahrtgesellschaften als Mitbieter übrig geblieben. Eine Neuausschreibung des Bieterverfahrens wurde gefordert, jedoch mit Verweis auf Verfahrensregeln und das Aktienrecht von Michaelis abgelehnt. Michaelis wurde so, laut Neue Zürcher Zeitung (NZZ), zum „Buhmann der Nation“, da in anderen Fällen bei öffentlichen Unternehmen wenig Rücksicht auf das Aktienrecht oder Verfahrensregeln gelegt würde. Schließlich sei in Österreich „das Aktienrecht Wachs in den Händen der Politik. Vergehen sind Kavaliersdelikte im Interesse des Volkes.“ Der Vorstandsvertrag von Alfred Ötsch – ursprünglich bis April 2010 befristet – wurde zum 31. Jänner 2009 vorzeitig beendet.
Am 1. Juli 2009 kündigte die EU-Kommission eine tiefergehende kartellrechtliche Prüfung der Übernahme für die Deutsche Lufthansa AG an. Beobachter sahen die geplante Übernahme der AUA daraufhin als gefährdet an, da die Lufthansa zuvor eine Frist bis zum 31. Juli 2009 gesetzt hatte und danach das Angebot hätte zurückziehen können.
EU-Wettbewerbskommissarin Neelie Kroes gab am 31. Juli bekannt, dass sie die Übernahme der AUA durch die Lufthansa unter Auflagen genehmigen werde. Die Genehmigung der EU-Kommission wurde am 28. August 2009 endgültig erteilt. Sowohl die Lufthansa als auch die AUA mussten Start- und Landerechte zwischen Wien und Brüssel sowie mehreren deutschen Städten Konkurrenten überlassen. Am 3. September 2009 erfolgte die Übernahme mit dem Aktienübertrag und der Neubesetzung des Aufsichtsrates der Austrian Airlines. Mit Wirkung vom 4. Februar 2010 wurden alle Kleinaktionäre zwangsabgefunden und die Aktie von der Wiener Börse genommen.
Im Dezember 2011 wurde bekannt gegeben, dass erneut ein Sparpaket mit umfangreichen Einsparungen, Gehaltsverzichten und Schlechterstellungen aufgelegt werden wird. Trotz bereits erfolgter umfangreicher Maßnahmen wie der Streichung von etwa 2500 Stellen konnte die Gewinnzone jedoch nicht erreicht werden. Die Lufthansa als Eigentümerin lehnte eine finanzielle Beihilfe ab. Im März 2012 wurde erneut der Bedarf einer Rekapitalisierung angemeldet. Gleichzeitig wurde auch mit Vorbereitungen begonnen, den Betrieb der Austrian Airlines zur langfristigen Senkung der Personalkosten auf die Tochter Tyrolean Airways übergehen zu lassen. Wenige Tage später genehmigte die Lufthansa eine Kapitalerhöhung um 140 Millionen Euro vorbehaltlich wirkungsvoller Maßnahmen zur Sanierung. Damalige Vorstände der Austrian waren Peter Malanik und Andreas Bierwirth (2009–2012).

### Betriebsübergang zu Tyrolean
Mit 2. November 2011 übernahm der Deutsch-Mexikaner Jaan Albrecht die Leitung des Unternehmens und führte den Sanierungskurs fort. Nach dem Scheitern mehrmonatiger Verhandlungen um weitere Sparmaßnahmen wurde der Betrieb der Austrian Airlines zum 1. Juli 2012 an die Tochtergesellschaft Tyrolean Airways überstellt. Der befristete Gehaltsverzicht wurde dauerhaft in die neuen Tyrolean-Entgelttabellen eingearbeitet. Gehälter der Angestellten mit Austrian-Verträgen wurden eingefroren; eine Erhöhung erst wieder vorgesehen, wenn die Entgelte der Tyrolean-Angestellten aufgeholt hätten. Alle Flugzeuge und der Personalstand (rund 460 Piloten und 1.500 Flugbegleiter) wechselten an diesem Tag innerhalb des Konzerns den Betreiber beziehungsweise den Arbeitgeber. Auch die Übernahme des Streckennetzes erfolgte zum 1. Juli 2012. Tyrolean Airways führte fortan alle Flüge unter der Marke Austrian, jedoch mit dem Zusatz „operated by Tyrolean“ durch. Sie wurden aber weiterhin unter OS-Flugnummern geführt. Der frühere Markenname der Tyrolean Austrian arrows wurde aufgegeben.
Laut Bord-Betriebsrat der Austrian hätte der Betriebsübergang bis zu 280 Millionen Euro kosten können; außerdem wurden Klagen eingebracht, ob ein Betriebsübergang in dieser Form rechtens war. Aus diesem Grund hatte die Personalvertretung ein eigenes Sparpaket ausgearbeitet, das jedoch bereits vor Abstimmung seitens der Vorstände als abgelehnt galt. Anfang September 2013 erklärte das Arbeits- und Sozialgericht Wien den Betriebsübergang in erster Instanz für nichtig. Im September 2014 stellte der EuGH fest, dass der alte Kollektivvertrag für das fliegende Personal bis zum Inkrafttreten eines neuen Vertrages nachwirkt. Zuvor hatte der Betriebsrat auch von österreichischen Gerichten in zwei Instanzen Recht bekommen. Für den Fall, dass der „alte“ Vertrag tatsächlich „nachwirken“ sollte, hätte dies jedenfalls Nachzahlungen in Millionenhöhe für ehemalige AUA-Mitarbeiter bedeutet, die im Rahmen des Betriebsübergangs zu Tyrolean wechselten. Die finale Entscheidung in der Causa wäre allerdings beim OGH gelegen.

### Veränderungen in der Flotte
Im Jahr 2012 wurde ein neues Kabinendesign für die aus zehn Maschinen bestehende Langstreckenflotte vorgestellt.
Dadurch war zwischen Ende 2012 und Ende 2013 im Durchschnitt immer ein Flugzeug nicht verfügbar, daher musste das Angebot auf der Langstrecke zurückgenommen werden, was in den ersten drei Quartalen 2013 für ein Passagierminus sorgte. Insgesamt wurden rund 90 Millionen Euro, also rund 9 Millionen Euro pro Flugzeug investiert. Die Boeing 777 wurden in Wien und die Boeing 767 im irischen Shannon umgerüstet. Trotz dieser Umstände wurde am 17. Mai 2013 die Flugverbindung nach Chicago mit fünf wöchentlichen Flügen wieder aufgenommen.
Anfang 2013 wurden außerdem die letzten Boeing 737 außer Dienst gestellt. Einige der Boeing 737-800 wurden an Aeroméxico und El Al verkauft. Die Boeing 737-600 und -700 wurden 2012 verschrottet. Zum Ausgleich wurden mehrere Airbus A320 in die Flotte aufgenommen. Durch die Flottenvereinheitlichung werden pro Jahr mehrere Millionen Euro eingespart.
Anfang 2014 kam eine fünfte Boeing 777 zur Flotte hinzu. Ab Juli 2014 wurde Newark das elfte Langstrecken-Ziel der AUA. Geflogen wird fünf Mal wöchentlich mit einer Boeing 767.

### Wet-Lease Vereinbarungen
Im Juni 2014 wurde bekannt, dass Austrian Airlines einige regionale Flugstrecken für Swiss im Wet-Lease übernehmen wird, wobei sowohl Flugzeug als auch fliegendes Personal bereitgestellt werden. Ab dem Winterflugplan 2014/15 wurde die Route Zürich – Lugano viermal täglich von Austrian Airlines geflogen. Insgesamt wurden im Streckennetz der Swiss vier De Havilland DHC-8-400 der AUA eingesetzt. Ende 2018 wurde der Vertrag jedoch nicht weiter verlängert und die vier Q400 (OE-LGO/LGP/LGQ/LGR) wurden wieder nach Wien in die AUA-Flotte integriert. Ende 2016 wurde ein solcher Leasing-Vertrag auch mit der Air Berlin abgeschlossen, wobei insgesamt fünf Airbus A320 inklusive Crews von der AUA übernommen wurden. Im Gegensatz zu den für Swiss betriebenen Flugzeugen erhielten jedoch alle Maschinen die Farbgebung der Austrian Airlines (mit dem Zusatz „operated by Air Berlin“), Kabinenausstattung und Besatzung präsentierten sich hingegen im Erscheinungsbild der Air Berlin. Nach der Air Berlin-Insolvenz wurden die fünf A320 in die Flotte der Austrian übernommen und erhielten österreichische Kennzeichen (OE-LXA/LXB/LXC/LXD/LXE).
Am 12. März 2015 wurde bekanntgegeben, dass bereits ab Herbst 2015 mit dem Austausch der Fokkerflotte durch 17 gebrauchte Embraer 195 begonnen werden soll. Die Einflottung der von Lufthansa CityLine übernommenen Flugzeuge wurde 2017 abgeschlossen.

### Einigung auf neuen Kollektivvertrag
Am 8. Oktober 2014 wurde bekanntgegeben, dass sich das fliegende Personal mit der Konzernführung auf einen neuen Kollektivvertrag geeinigt hat. Ein entsprechendes Eckpunktepapier wurde demnach ausgehandelt. Im Zuge dessen wurde der gesamte Flugbetrieb mit 1. April 2015 von Tyrolean Airways wieder zurück auf Austrian überführt. Dadurch entfiel schlussendlich auch der Zusatz „operated by Tyrolean“. Für die Mitarbeiter von Austrian und Tyrolean gibt es seither einen Kollektivvertrag. Im Vorfeld wurden Befürchtungen laut, die AUA könnte ohne eine Entscheidung in der Sachlage zur Billigairline geschrumpft werden bzw. ihre Langstreckenverbindungen verlieren. Derartige Szenarien waren mit der Einigung laut Vorstand aber vom Tisch.
Am 31. Oktober 2014 wurde schließlich der neue und fertig textierte Kollektivvertrag von Gewerkschaft und Wirtschaftskammer unterschrieben. Er gilt seit 1. Dezember 2014 für alle Bord-Mitarbeiter. Am 5. Dezember 2014 wurde bekanntgegeben, dass mit dem erneuten Betriebsübergang am 1. April 2015 zugleich auch die Unternehmen Tyrolean Airways und Austrian Airlines unter der Marke Austrian Airlines fusioniert werden. Seit diesem Zeitpunkt sind also nicht nur das fliegende Personal, sondern auch die Stationsmitarbeiter in den Bundesländern und weitere Angestellte im Bereich der Flugbetriebsadministration bei Austrian Airlines selbst beschäftigt.

### Entwicklung seit 2014
Im November 2014 wurde von der Gesellschaft der „papierlose Pilotenkoffer“ eingeführt. Alle Airline-Piloten werden seither mit einem Tabletcomputer ausgestattet, der den klassischen papiergebundenen Pilotenkoffer ersetzt. Auf diese Weise können bereits in der Vorbereitungsphase Fluginformationen und -dokumente über eine Internetverbindung auf das Tablet geladen und anschließend ins Cockpit mitgenommen werden, wo sie mit einer Halterung fixiert werden.
Seit 14. Dezember 2014 erreichen auch Fernzüge den Bahnhof Flughafen Wien. Auf der Strecke Linz – Flughafen Wien bieten die ÖBB dabei zusammen mit Austrian Airlines eine Kooperation unter dem Namen AIRail an. Dabei besteht die Möglichkeit, die Zugfahrt und einen Anschlussflug in einem Ticket zu buchen. Reisende können hierzu bereits am Linzer Hauptbahnhof für ihren Flug einchecken, jedoch nicht das Gepäck aufgeben. Dem folgend tragen die Züge auf der Strecke zusätzlich eine OS-Flugnummer.

Anfang 2015 wurde ein überarbeiteter Markenauftritt vorgestellt, der als auffälligste Neuerung die Phrase „my“ vor dem Austrian-Titel und anderen Angeboten der Fluggesellschaft enthielt. Das „my“ sollte dabei auf die nun individuell zusammenstellbaren Ticketoptionen hinweisen und die Identifikation der Mitarbeiter und Kunden mit „ihrer“ Airline betonen. Die Neuerung stieß im Folgenden jedoch auf anhaltende Kritik. Im Jänner 2016 wurde schließlich bekannt, dass der Namenszusatz lediglich Teil einer zeitlich befristeten Kampagne sei und daher nicht langfristig fortgeführt werde. (Weitere Details zum Außenauftritt der Fluggesellschaft sind dem Abschnitt Corporate Design der Austrian Airlines zu entnehmen.)
Im Mai 2015 wurde nach vier Jahren ein Wetlease-Vertrag mit Brussels Airlines beendet, für die Austrian eine DHC-8-400 betrieb.
Am 1. Juni 2015 übernahm Kay Kratky, ehemaliger Chief Operating Officer im Passagevorstand der Deutschen Lufthansa AG, den Posten des Chief Executive Officer (CEO) der AUA. Er folgte damit Jaan Albrecht nach, der diese Position seit 2011 innehatte.
Das im Herbst 2015 vorgestellte Tarifkonzept im Österreich- und Europaverkehr beinhaltete eine dreistufige Wahlmöglichkeit für Zusatzleistungen. Ohne Aufpreis verfügbar blieb die Bordverpflegung, die Mitnahme eines Handgepäckstücks, die Sitzplatzauswahl am Check-in ab 23 Stunden vor Abflug und das Sammeln von Vielfliegermeilen.
Im Rahmen einer Wet-Lease Vereinbarung flogen ab 7. März 2017 auch Maschinen der Air Berlin im AUA-Streckennetz. (siehe dazu: Wet-Lease Vereinbarungen der Austrian Airlines)
Seit dem Sommerflugplan 2018 ergänzt eine sechste Boeing 777-200ER die Langstreckenflotte. Die rund 16 Jahre alte Maschine flog bis Ende 2016 bei Aeroméxico und war bis zur Übernahme auf dem Pinal Airpark (US-Bundesstaat Arizona) abgestellt. Austrian Airlines beabsichtigt, sie über einen Zeitraum von etwa acht Jahren vom Unternehmen AerCap zu leasen.
Bis zum Sommerflugplan 2018 wurden alle Langstreckenmaschinen zudem mit einer Premium Economy Class ausgestattet. Diese versteht sich als Zwischenklasse in Bezug auf Preis und Komfort. Als Sitz wird dabei das Modell „PC01 – ZIMmagic“ des deutschen Herstellers ZIM zum Einsatz kommen und in jeweils drei Reihen verbaut werden (2-2-2 Bestuhlung in der Boeing 767 bzw. 2-4-2 Bestuhlung in der Boeing 777). Der Umbau für das neue Produkt startete im Herbst 2017 und wurde im Herbst 2018 abgeschlossen.
Am 11. April 2018 wurde bekanntgegeben, dass Alexis von Hoensbroech ab 1. August 2018 neuer CEO und Vorstandsvorsitzender von Austrian Airlines werden soll. Der Aufsichtsrat hat diesem Vorschlag am 20. Juni einstimmig zugestimmt.

#### Entwicklungen in der Corona-Pandemie
Während der COVID-19-Pandemie wurde ab 18. März 2020 der reguläre Flugbetrieb eingestellt. Ein Langstreckenflugzeug wurde für Evakuierungs- und Hilfsflüge bereitgehalten und landete beispielsweise am 22. März in Kapstadt und am 23. März in Mexiko-Stadt. Im Rahmen einer Rückholaktion für EU-Staatsbürger führte Austrian Airlines Ende März 2020 den längsten Nonstop-Flug der Unternehmensgeschichte durch. Dieser erfolgte mit einer Boeing 777-200ER von Wien nach Sydney über eine Strecke von mehr als 16.000 Kilometer und einer Dauer von über 17 Stunden. Dies war nur deshalb möglich, da der Flug ohne Beladung und nur mit Crew an Bord durchgeführt wurde. Der Rückflug erfolgte als Direktflug mit Passagieren mit einem Tankstopp in Kuala Lumpur, wo auch ein Crew-Wechsel stattfand.
Am 10. Jänner 2021 führte die Boeing 767 OE-LAT ihren letzten planmäßigen Linienflug durch. Derzeit wird die Maschine bei Austrian-Technik in Wien für die Ausflottung vorbereitet. Sie wird höchstwahrscheinlich auseinandergenommen und als Ersatzteilspender dienen. Als Frachter wie die zwei anderen Boeing Boeing 767, OE-LAX und OE-LAW wird sie wahrscheinlich nicht dienen, da sie mit 28 Jahren zu alt dafür ist. Die OE-LAX führte am 28. April 2021 ihren letzten Flug durch zu ihrem letzten Bestimmungsort Oscoda–Wurtsmith Airport, Michigan durch. Am 25. Jänner 2021 wurde die Boeing Boeing 777 mit dem Kennzeichen OE-LPD und dem Namen „Spirit of Austria“ ins spanische Teruel überführt, um dort für mindestens 12 Monate gelagert zu werden. Sie ist mit 14 Jahren die jüngste Boeing 777 von Austrian. Austrian selbst betonte auf Twitter, dieses Flugzeug keinesfalls in Teruel auszumustern. Dieselbe Maschine führte im März 2020 etliche Evakuierungsflüge, wie zum Beispiel nach Sydney oder Auckland, durch.

#### Entwicklungen nach der Corona-Pandemie
Im Dezember 2021 verließ Alexis von Hoensbroech das Unternehmen, seit 1. März 2022 ist Annette Mann CEO der Austrian Airlines. Ebenfalls im Vorstandsteam sind seit 2021 Michael Trestl, Chief Commercial Officer (CCO) und Francesco Sciortino, Chief Operating Officer (COO).
Die neue CEO, Annette Mann zeigte sich im Oktober 2023 in einem Interview besorgt über den Standort Wien aufgrund gestiegener Kosten, der niedrigen Anzahl an in Wien ansässigen Zentralen internationaler Konzerne und des starken Wettbewerbs mit anderen Flughäfen. Im September 2024 wurde Till Streichert zum Vorsitzenden des Aufsichtsrates gewählt, Veit Schmid-Schmidsfelden wurde sein Stellvertreter. Die bisherige Aufsichtsratsvorsitzende Christina Foerster legte ihr Mandat mit 30. Juni 2024 zurück.
Für den Sommerflugplan 2024 ist Austrian Airlines eine Wet-Lease Kooperation mit Braathens Regional Airlines (BRA) eingegangen. BRA setzt für Austrian Airlines zwei ATR 72-600 zwischen Wien und Klagenfurt auf bis zu 13 Flügen pro Woche ein. Seit dem 27. Oktober 2024 wird mit einer weiteren ATR 72-600 von BRA die Strecke Linz – Frankfurt geflogen.
Aufgrund des Ausfalls eines A320neos wurde die Strecke Wien – Venedig vom 1. Juni bis Oktober 2024 durch Air Dolomiti mit einer Embraer E195 im Wet-Lease geflogen.

## Unternehmensstruktur

### Eigentümer der Austrian Airlines
Um die standortpolitischen Auflagen und Verkehrsrechte einzuhalten, gehört die Austrian Airlines AG zur Gänze der Österreichischen Luftverkehrs Holding GmbH (ÖLH), die wiederum zu 50,2 % der ÖLP (Österreichische Luftverkehrs-Privatstiftung) und zu 49,8 % der ÖLB (Österreichische Luftverkehrs-Beteiligungs-GmbH) gehört. Die ÖLB steht zur Gänze im Eigentum der Deutsche Lufthansa AG.

### Vorstände der Austrian Airlines
- Anton Heschgl, Hubert Papusek (1969–1993)
- Erich Mara, Georg Urbanski (1990–1993)
- Herbert Bammer, Mario Rehulka (1993–2001)
- Vagn Sörensen (CEO, 2001–2006)
- Alfred Ötsch (CEO, 2006–2009)
- Peter Malanik & Andreas Bierwirth (2009–2011)[75][76]
- Jaan Albrecht (CEO, 2011 bis 31. Mai 2015)[77][78][79][80][81]
- Kay Kratky (CEO, 2015–2018)[82]
- Alexis von Hoensbroech (CEO, 2018–2021)[65][82]
- Annette Mann (CEO, seit 1. März 2022)[65]

### Beteiligungen

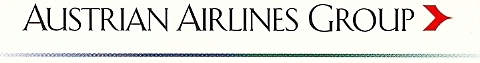
Logo der AUA Group 1995–2003

Die Austrian Airlines AG hält einige Beteiligungen an weiteren Firmen. Ein operativer Flugbetrieb wird jedoch nur von Austrian Airlines selbst betrieben. Von der Beteiligung an der slowakischen Fluggesellschaft Slovak Airlines hat sich Austrian im Jänner 2007 getrennt. Einige weitere Beteiligungen:
- SCA Schedule Coordination Austria
- Austrian Airlines Tele Sales Service GmbH
- AUA Beteiligungen GmbH

## Konzernkennzahlen
| Jahr | Relationspassagiere 1 | davon Linie | operatives Gesamtergebnis/EBIT 4 | Mitarbeiter 2 | Flottenstärke 3 |
| ---- | --------------------- | ----------- | -------------------------------- | ------------- | --------------- |
| 2002 | 8.834.656             | 7.269.235   | 41,4 Mio. €                      | 7.358         | 87              |
| 2003 | 8.479.417             | 7.051.747   | 63,3 Mio. €                      | 7.167         | 88              |
| 2004 | 9.404.947             | 7.823.832   | 79,4 Mio. €                      | 7.662         | 97              |
| 2005 | 10.119.773            | 8.316.128   | −100,0 Mio. €                    | 8.468         | 106             |
| 2006 | 10.834.668            | 9.095.762   | −89,0 Mio. €                     | 8.582         | 105             |
| 2007 | 10.832.305            | 9.480.519   | 25,6 Mio. €                      | 8.031         | 98              |
| 2008 | 10.176.249            | 9.449.813   | −312,1 Mio. €                    | 7.914         | 99              |
| 2009 | 9.944.795             | 8.969.882   | −293,9 Mio. €                    | 7.065         | 76              |
| 2010 | 10.894.800            | 10.163.000  | −64,7 Mio. €                     | 5.934         | 80              |
| 2011 | 11.261.400            | 10.613.900  | −59,4 Mio. €                     | 6.777         | 80              |
| 2012 | 11.466.600            | 10.855.700  | 65,0 Mio. €                      | 6.236         | 77              |
| 2013 | 11.288.000            | 9.649.800   | 25 Mio. €                        | 6.208         | 74              |
| 2014 | 11.171.000            |             | 10 Mio. €                        | 6.067         | 75              |
| 2015 | 10.838.000            |             | 54 Mio. €                        | 5.984         | 77              |
| 2016 | 11.385.000            |             | 65 Mio. €                        | 6.450         | 80              |
| 2017 | 12.850.000            |             | 101 Mio. €                       | 6.914         | 83              |
| 2018 | 13.936.000            |             | 90 Mio. €                        | 7.083         | 83              |
| 2019 | 14.651.000            |             | 15 Mio. €                        | 6.989         | 82              |
| 2020 | 3.114.000             |             | -379 Mio. €                      | 6.443         | 79              |
| 2021 | 5.008.000             |             | -238 Mio. €                      | 5.793         | 61              |
| 2022 | 11.142.000            |             | -2 Mio. €                        | 5.659         | 63              |
| 2023 | 13.857.000            |             | 127 Mio. €                       | 6.121         | 66              |
| 2024 | 14.589.000            |             | 73 Mio. €                        | 6.105         | 68              |

## Corporate Design

Logo, Logos AUA, Austrian Airlines

Der Außenauftritt des Unternehmens und die Farbgebung der Maschinen werden seit der Gründung durch das Rot-Weiß-Rot der Flagge Österreichs bestimmt. Die Flugzeuge der 1950er bis 1980er Jahre hatten eine silberglänzende Rumpfunterseite, der obere Teil des Rumpfs war in weiß gehalten und mit dem AUA-Pfeil – „Austrian-Chevron“ genannt – sowie der Aufschrift „Austrian Airlines“ (bis 1972 und von 1995 bis 2003) oder „Austrian“ (von 1972 bis 1995 und wieder ab 2003) versehen. Analog zur Swissair mit dem Schweizerkreuz war das Seitenleitwerk der AUA-Flieger als „Flag-Carrier“ mit der rot-weiß-roten Flagge Österreichs lackiert.
Der typische AUA-Pfeil durchlebte bislang drei Versionen. 1960 noch dem Seitenriss eines Papierflugzeuges ähnelnd, erhielt er ab 1972 für 31 Jahre seine Pfeilform. Mit dem neuen Markenauftritt 1995 wurde der Pfeil in der weißen Mitte der rot-weiß-roten Heckflosse platziert. Bei der grundlegenden Neugestaltung des Corporate Designs durch Landor Associates im Jahr 2003 erfuhr die erste Pfeilform eine Art Renaissance in modernisierter Aufmachung – dreidimensional und mit Schatten.
Anfang 2015 wurde ein überarbeiteter Markenauftritt präsentiert. Neben der temporären Phrase „my“ vor dem Austrian-Titel und anderen Angeboten der Fluggesellschaft, brachte dieser jedoch auch dauerhafte Änderungen im Erscheinungsbild der Gesellschaft mit sich. So kommt der neue Auftritt beispielsweise gänzlich ohne die Farbe Blau aus. Auch die Flotte erhält seither eine neue Bemalung, welche ausschließlich die Farben Rot und Weiß verwendet. An Stelle des blauen Rumpfes ist dabei ein Schriftzug mit der landestypischen Grußformel „Servus“ getreten (am Typ DHC-8-400 entfällt dieser aus Platzgründen). Der Airbus A321 mit dem Kennzeichen OE-LBC war Ende März 2015 die erste Maschine im geänderten Design. Die übrige Flotte wird sukzessive an die neue Gestaltung angepasst, wobei nur kleinere Adaptionen vorgenommen wurden. So fällt nun (unternehmensweit) oben erwähnter Schatten unter dem Chevron weg und das Servus wird in veränderter Schriftart ausgeführt. An allen seither neu lackierten Jets wurde der Zusatz „my“ weggelassen. Den Anfang machte dabei der Airbus A319 OE-LDG. Auch das Interieur wurde im Hinblick auf die Neuerungen überarbeitet. In den Kabinen wurden die zuvor blauen Elemente nun in Grau gehalten, die Vorhänge wurden zusätzlich mit einem rot-weißen Karomuster versehen.
Ursprünglich sollten sich auch die Mitarbeiter fortan in einer neuen – von der österreichischen Modedesignerin Marina Hoermanseder entworfenen – Uniform zeigen. Das Projekt wurde jedoch angesichts der angespannten Finanzlage des Unternehmens gestoppt. Die aktuelle Dienstbekleidung wurde 1996 eingeführt und ist in einem kräftigen Rot gehalten; Schneider und Stofflieferant ist die österreichische Firma Wagner & Glass. Charakteristisch sind die roten Strumpfhosen bei den Damen. Auf Basis dieser bestehenden Uniform wurde 2017 schließlich eine leicht adaptierte Version eingeführt. Sie sieht jedoch hauptsächlich einen veränderten Schnitt vor. Auffälligste Neuerung sind die Streifen an den Ärmeln, an welchen die Ranghöhe der Flugbegleiter abgelesen werden kann (1 Streifen steht dabei für Junior, 2 für Senior und 3 für Purser). Bei repräsentativen Auftritten kann die Dienstbekleidung der Damen darüber hinaus durch rote Hüte in Schiffchenform und Lederhandschuhe ergänzt werden. 2018 wurde der Markenauftritt erneut adaptiert. Die beiden Kernelemente des Markenbildes, der Pfeil und die Wortmarke Austrian, wurden modernisiert, der Schriftzug auf den Flugzeugen vergrößert. Im Mai 2018 wurde das erste Flugzeug im neuen Design, die sechste Boeing 777 OE-LPF, vorgestellt.
Im Jahr 2023 wurde ein neuer Unternehmensslogan präsentiert: „Österreich. Spürt man gleich.“

Bemalung der Austrian-Maschinen
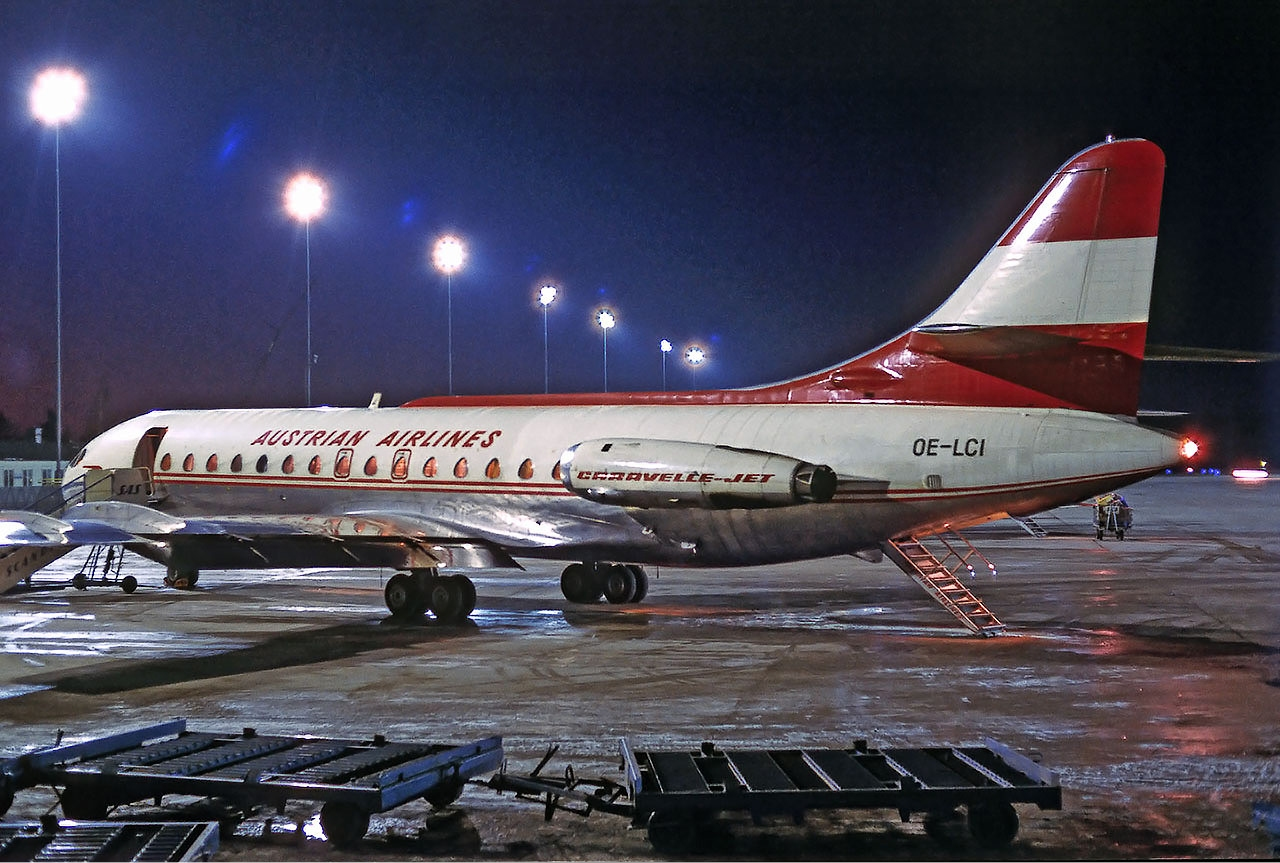
Design der 1950er Jahre (Sud Aviation Caravelle)
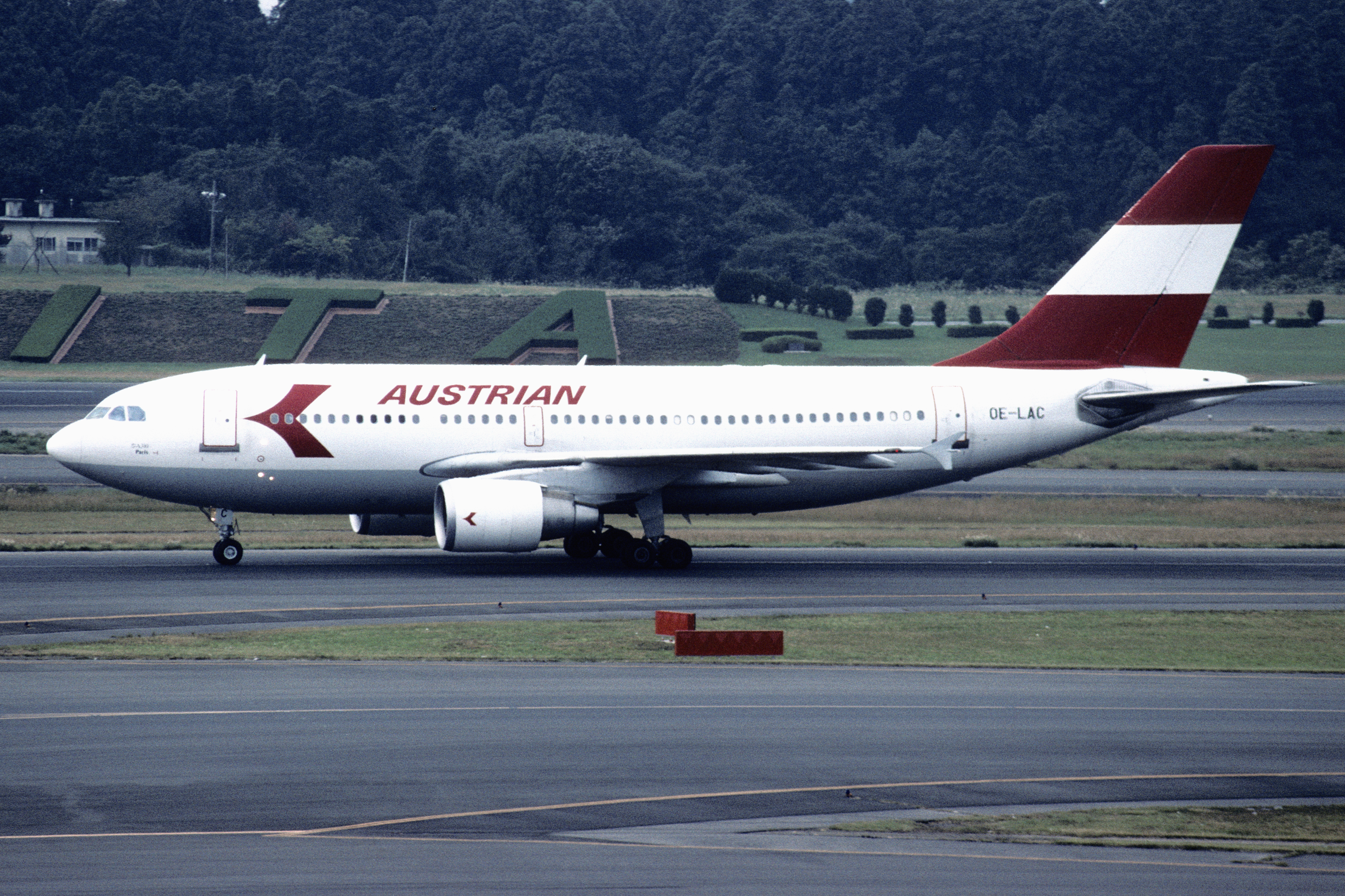
Design von 1972 bis 1995 (Airbus A310-324)
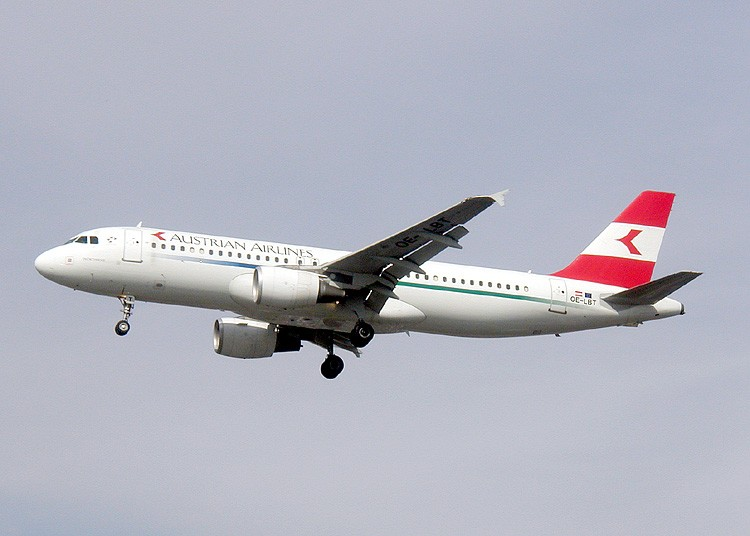
Design von 1995 bis 2003 (Airbus A320-200)
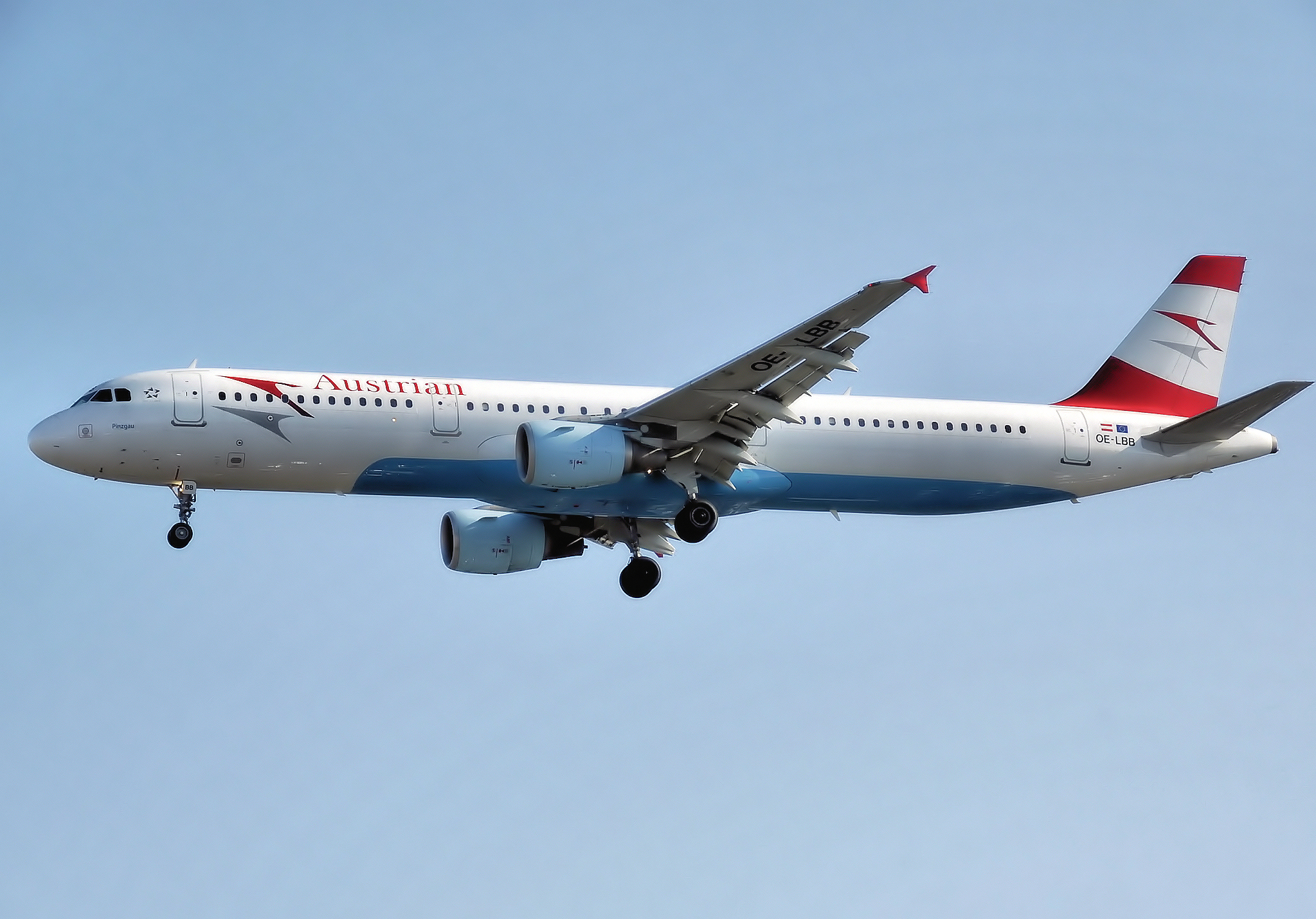
Design von 2003 bis 2015 (Airbus A321-100)
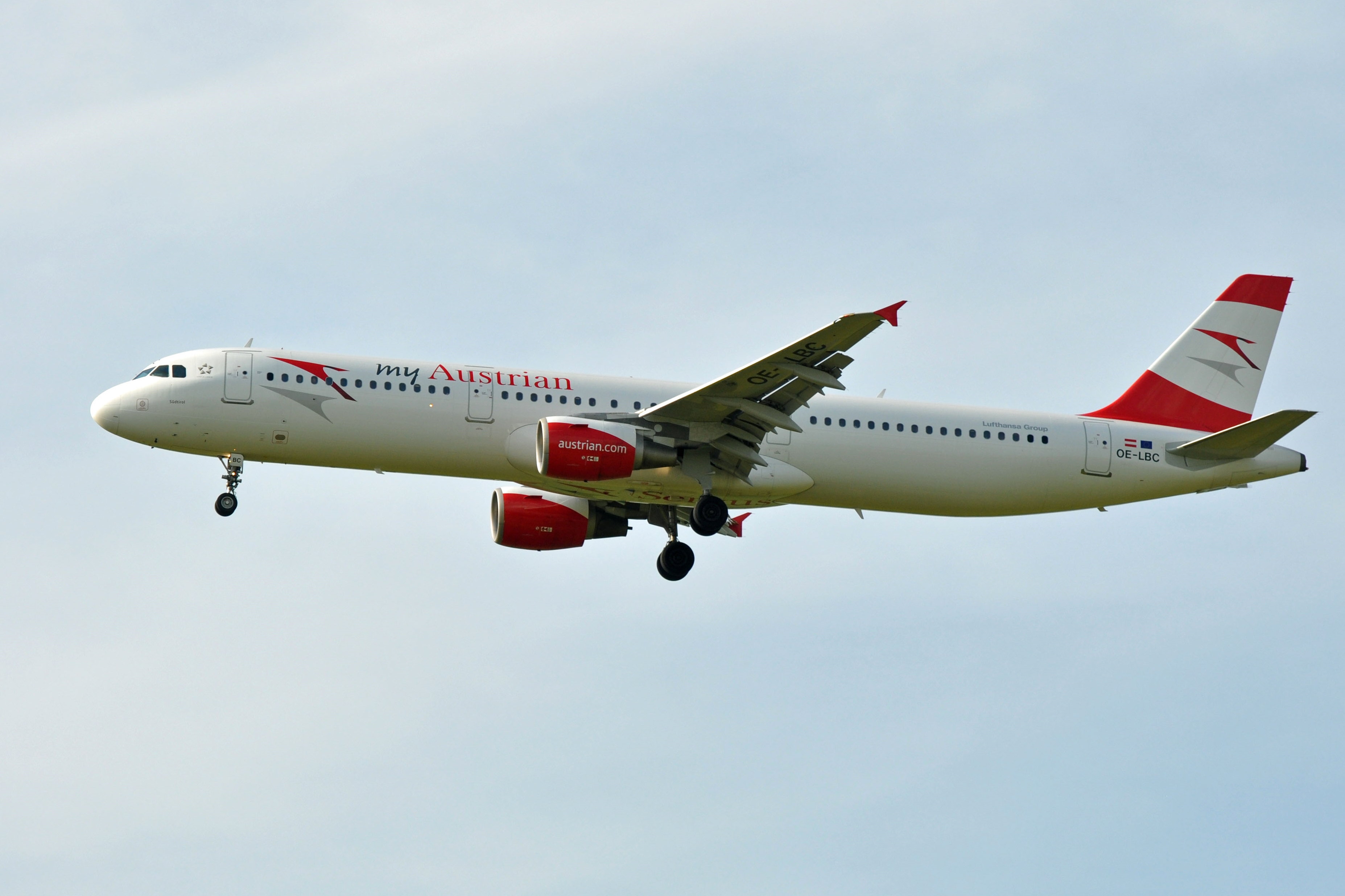
Design 2015 (Airbus A321-100)
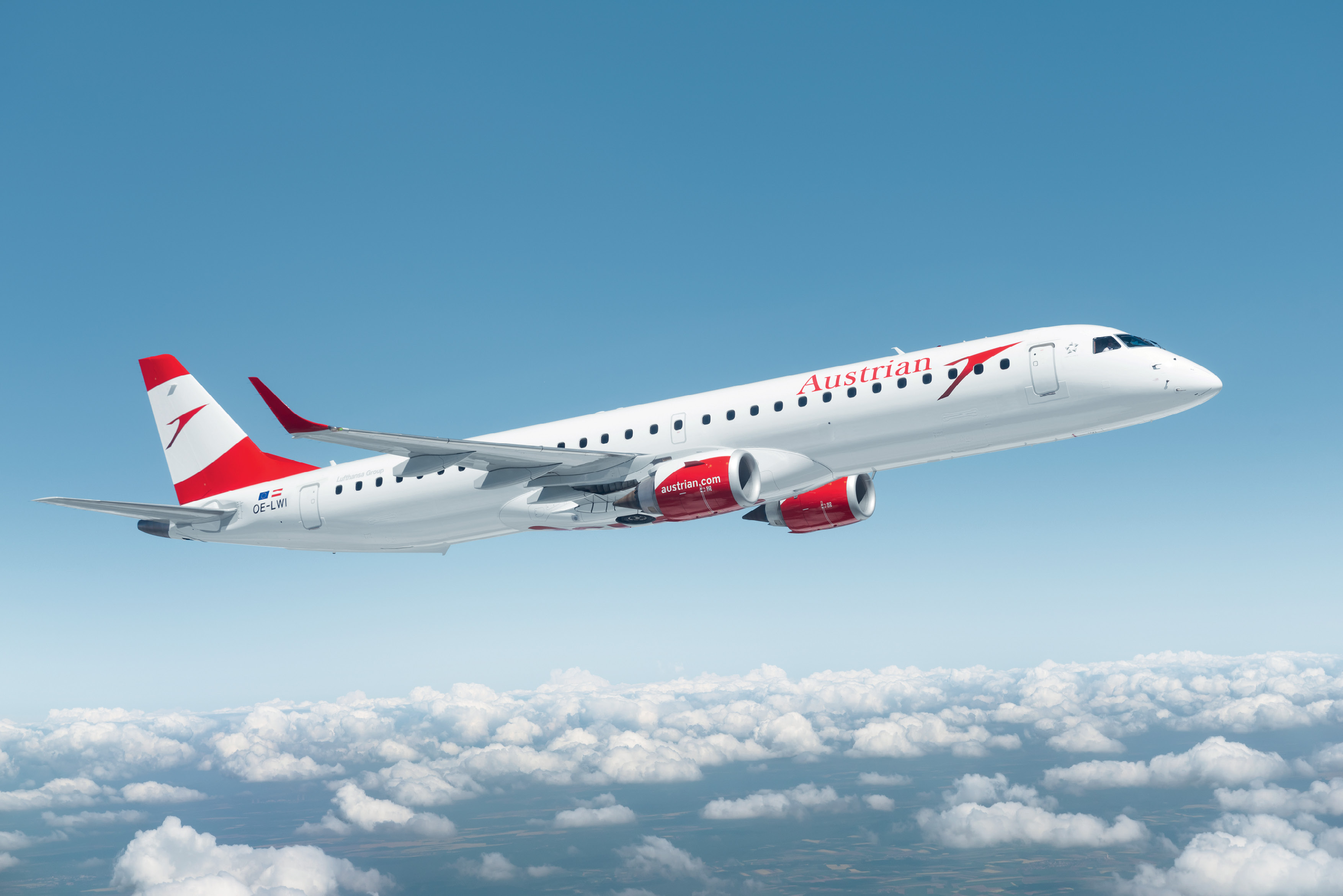
Design 2016 (ohne „my“ und kein Schatten mehr bei Logo)
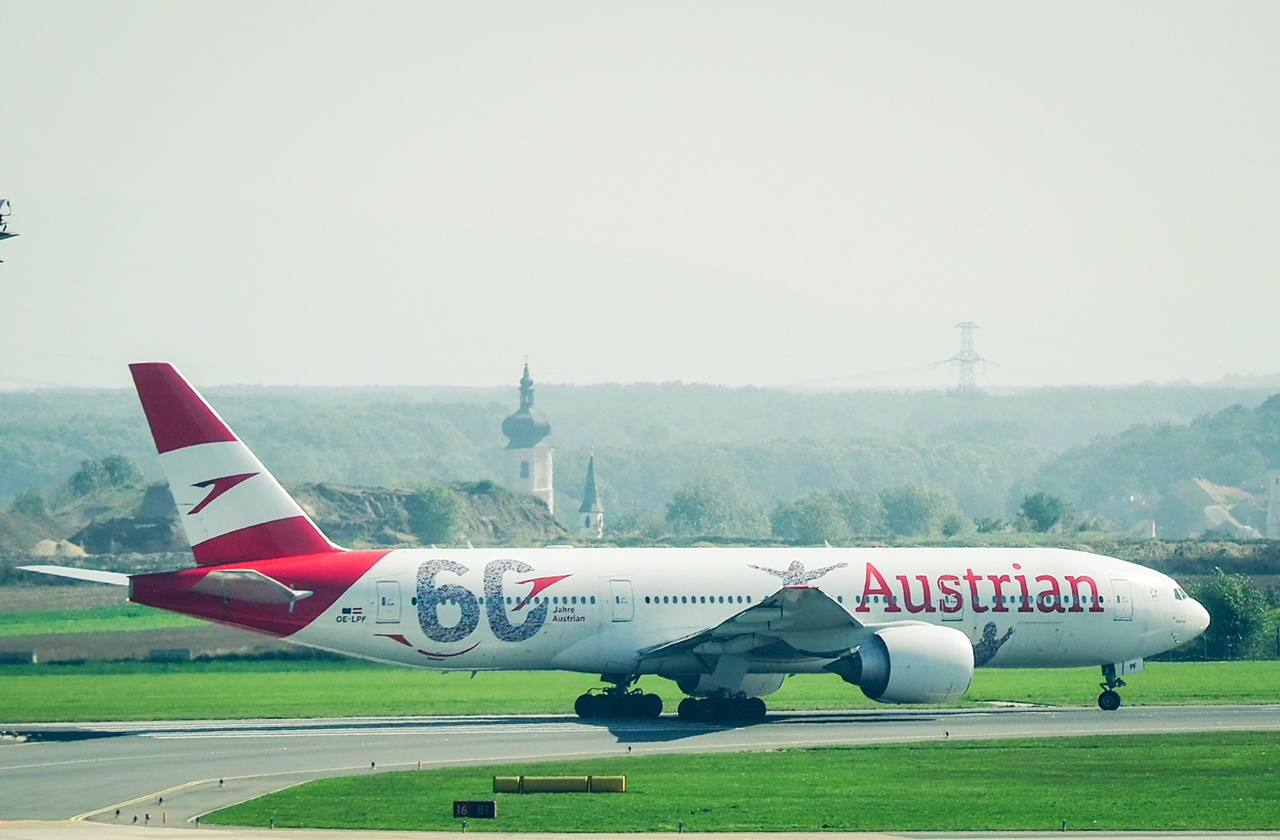
Design 2018 (Boeing 777)

Während der letzten Jahrzehnte wurden immer wieder Maschinen mit speziellen Bemalungen versehen. Seit Beitritt zur „Star Alliance“ fliegen mehrere Flugzeuge im entsprechenden Design. Für das Mozartjahr 2006 wurde ein Airbus A320 komplett in ein Mozart-Design umlackiert, ebenso war ein Airbus A340 als Hommage an die Wiener Philharmoniker im Einsatz oder für die Tirol-Werbung eine Boeing 737-600 in „Gletscherlook“. Einen Überblick über die aktuellen Sonderbemalungen gibt nachstehende Tabelle:
Aktuelle Sonderbemalungen:
| Flugzeugtyp      | Luftfahrzeugkennzeichen     | Bemalung                               | Zeitraum                                                                                              | Bild |
| ---------------- | --------------------------- | -------------------------------------- | --- | --- |
| Airbus A320-200  | OE-LBN                      | „Expo 2025 Osaka“                      | seit März 2025                                                                                        | Bild gesucht Die Wikipedia wünscht sich an dieser Stelle ein Bild. Weitere Infos zum Motiv findest du vielleicht auf der Diskussionsseite . Falls du dabei helfen möchtest, erklärt die Anleitung , wie das geht. |
| Airbus A320-200  | OE-LBO                      | „1980s Retro“                          | seit Februar 2019                                                                                     | |
| Airbus A320-200  | OE-LBZ                      | „Star Alliance“                        | seit Oktober 2016                                                                                     | |
| Airbus A320neo   | OE-LZN OE-LZO OE-LZP OE-LZQ | „Less noise. Less CO₂. #makechangefly“ | OE-LZN: seit Oktober 2022 OE-LZO: seit November 2024 OE-LZP: seit Oktober 2024 OE-LZQ: seit März 2025 | |
| Boeing 777-200ER | OE-LPD                      | „my Sound of Austria“                  | seit März 2017                                                                                        | |
| Boeing 777-200ER | OE-LPF                      | „Johann Strauss“                       | seit Februar 2025                                                                                     | Bild gesucht Die Wikipedia wünscht sich an dieser Stelle ein Bild. Weitere Infos zum Motiv findest du vielleicht auf der Diskussionsseite . Falls du dabei helfen möchtest, erklärt die Anleitung , wie das geht. |
| Embraer ERJ-195  | OE-LWH                      | „Star Alliance“                        | seit September 2016                                                                                   | |

Ehemalige Sonderbemalungen:
| Flugzeugtyp            | Luftfahrzeugkennzeichen     | Bemalung                       | Zeitraum | Verbleib des Flugzeuges | Bild |
| ---------------------- | --------------------------- | ------------------------------ | --- | --- | ---- |
| Airbus A320-200        | OE-LBP                      | „Retro“ 1950er                 | März 2008 bis Februar 2019 | danach in Standardfarben |      |
| Airbus A320-200        | OE-LBR                      | „Star Alliance“                | Februar 2000 bis Februar 2005 | Februar 2005 bis Oktober 2008 bei Lauda Air als OE-LBR; danach in Standardfarben                                                              |      |
| Airbus A320-200        | OE-LBS                      | „Eurovision Song Contest 2015“ | März 2015 bis Oktober 2016 | danach in Standardfarben |      |
| Airbus A320-200        | OE-LBU                      | „Official Fan Line“            | Oktober 2007 bis Januar 2009 | danach in Standardfarben |      |
| Airbus A320neo         | OE-LZO                      | „Yes to Europe“                | April bis November 2024 | danach „Less noise. Less CO₂. #makechangefly“ Sticker                                                                                         |      |
| Airbus A321-100        | OE-LBA                      | „myDreamteam“                  | Juni 2016 bis Juni 2018 | danach in Standardfarben |      |
| Airbus A321-100        | OE-LBB                      | „Johann Strauß“                | 1999 | danach in Standardfarben |      |
| Airbus A321-100        | OE-LBC                      | „McDonald’s/EURO 2008“         | Dezember 2007 bis Oktober 2008 | danach in Standardfarben |      |
| Airbus A340-300        | OE-LAL                      | „Wiener Philharmoniker“        | Januar 2006 bis August 2007 | an Swiss als HB-JML |      |
| Boeing 767-300ER       | OE-LAT OE-LAY OE-LAZ        | „Star Alliance“                | OE-LAT: März 2007 bis Februar 2009 OE-LAY: Juli 2005 bis November 2009 OE-LAZ: April 2005 bis Mai 2009                                               | danach in Standardfarben |      |
| Boeing 767-300ER       | OE-LAY                      | „LifeBall“                     | April 2017 bis April 2019 | danach in Standardfarben |      |
| Boeing 777-200ER       | OE-LPB                      | „LifeBall“                     | April bis Juni 2014 | danach in Standardfarben |      |
| Boeing 777-200ER       | OE-LPF                      | „60 Years Flying“              | Mai 2018 bis Februar 2025 | neue Sonderbemalung „Johann Strauss“ |      |
| De Havilland DHC-8-400 | OE-LGO OE-LGP OE-LGQ OE-LGR | „Star Alliance“                | OE-LGO: Oktober 2014 bis März 2021 OE-LGP: September 2014 bis März 2020 OE-LGQ: Oktober 2014 bis April 2021 OE-LGR: Dezember 2014 bis September 2020 | OE-LGO: an Shree Airlines als 9N-ANS OE-LGP: an PAL Airlines als C-GYYR OE-LGQ: an PAL Airlines als C-FPVJ OE-LGR: an PAL Airlines als C-GPJO |      |

## Service
Am Flughafen Wien werden alle Flüge der Austrian Airlines Group im Terminal 3 abgefertigt. Dabei werden in den Gate-Bereichen F und G sechs Lounges angeboten. Drei Schengen und drei Non-Schengen Lounges mit jeweils einer Business, Senator/Star Gold und HON Circle Lounge. Eine weitere Business Lounge befindet sich in Bereich D. Der Zugang zu ihnen kann aber auch von eigentlich nicht zutrittsberechtigten Reisenden gekauft werden. Über Vertragspartner, die den Zugang zu deren Lounges gewähren, wird ein weltweites Angebot verfügbar gemacht.

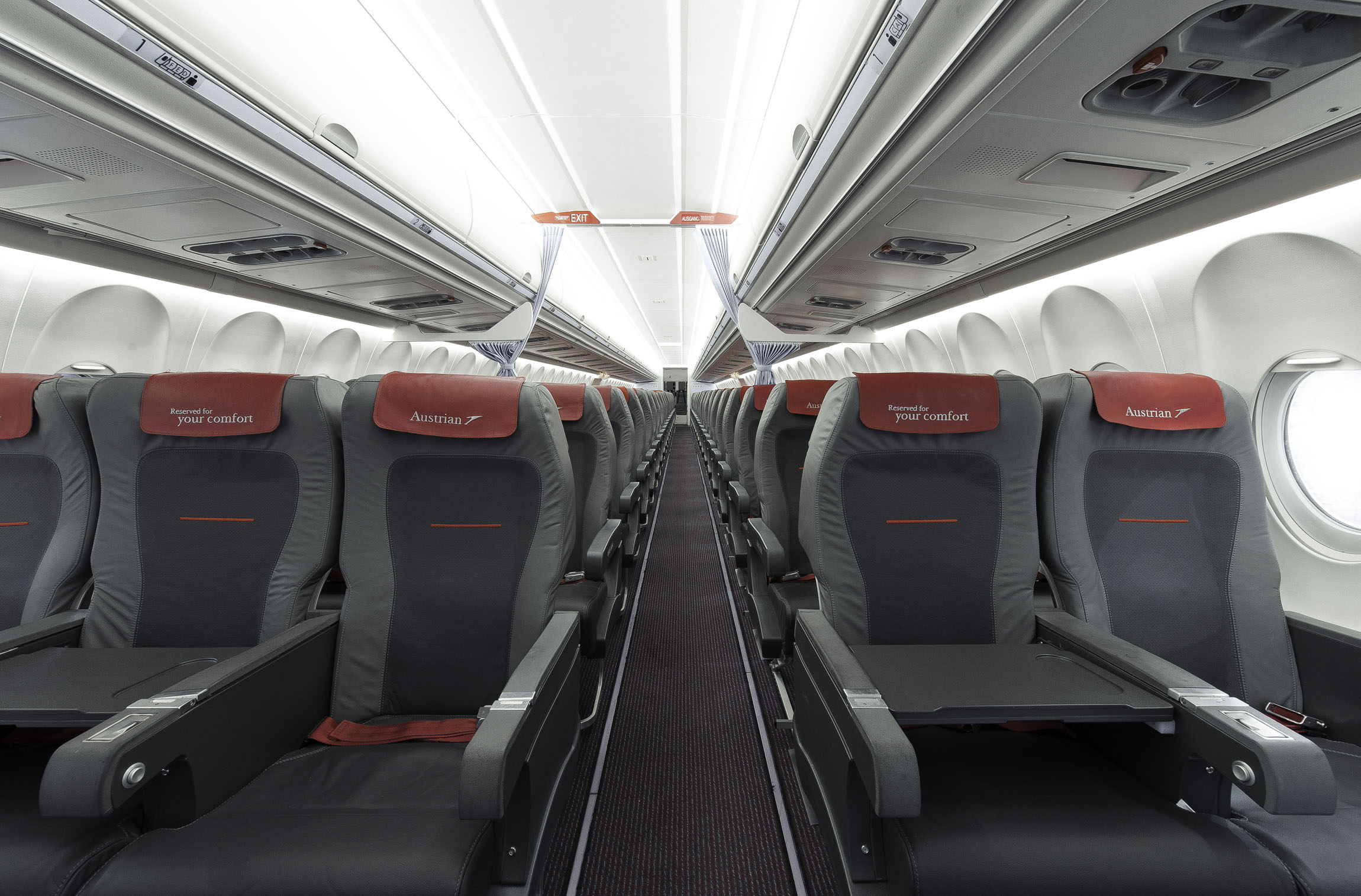
Kabinendesign der Kurz- und Mittelstrecke (Fokker 100)

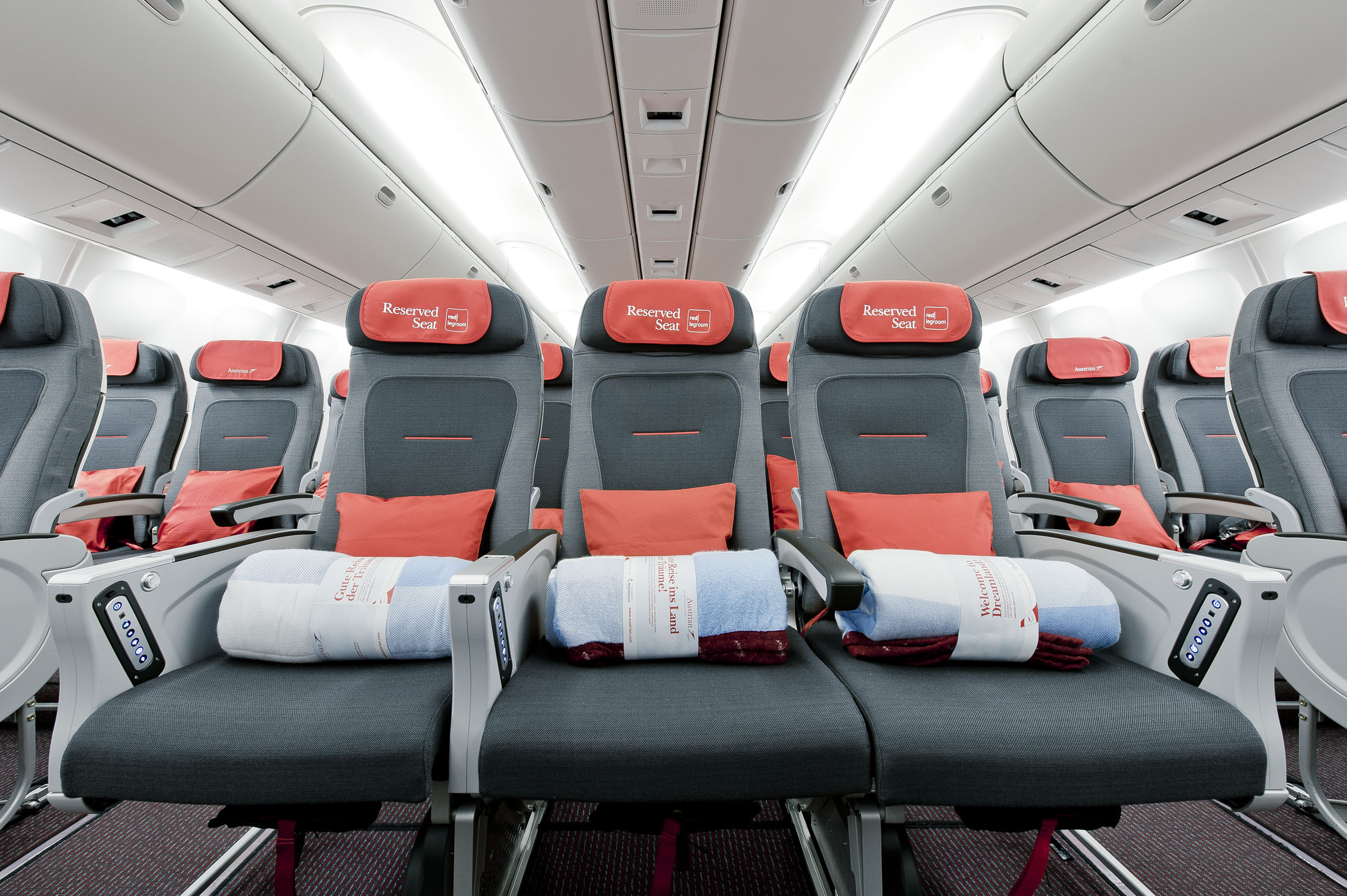
Economy-Class-Kabine der Langstrecke (Boeing 767)

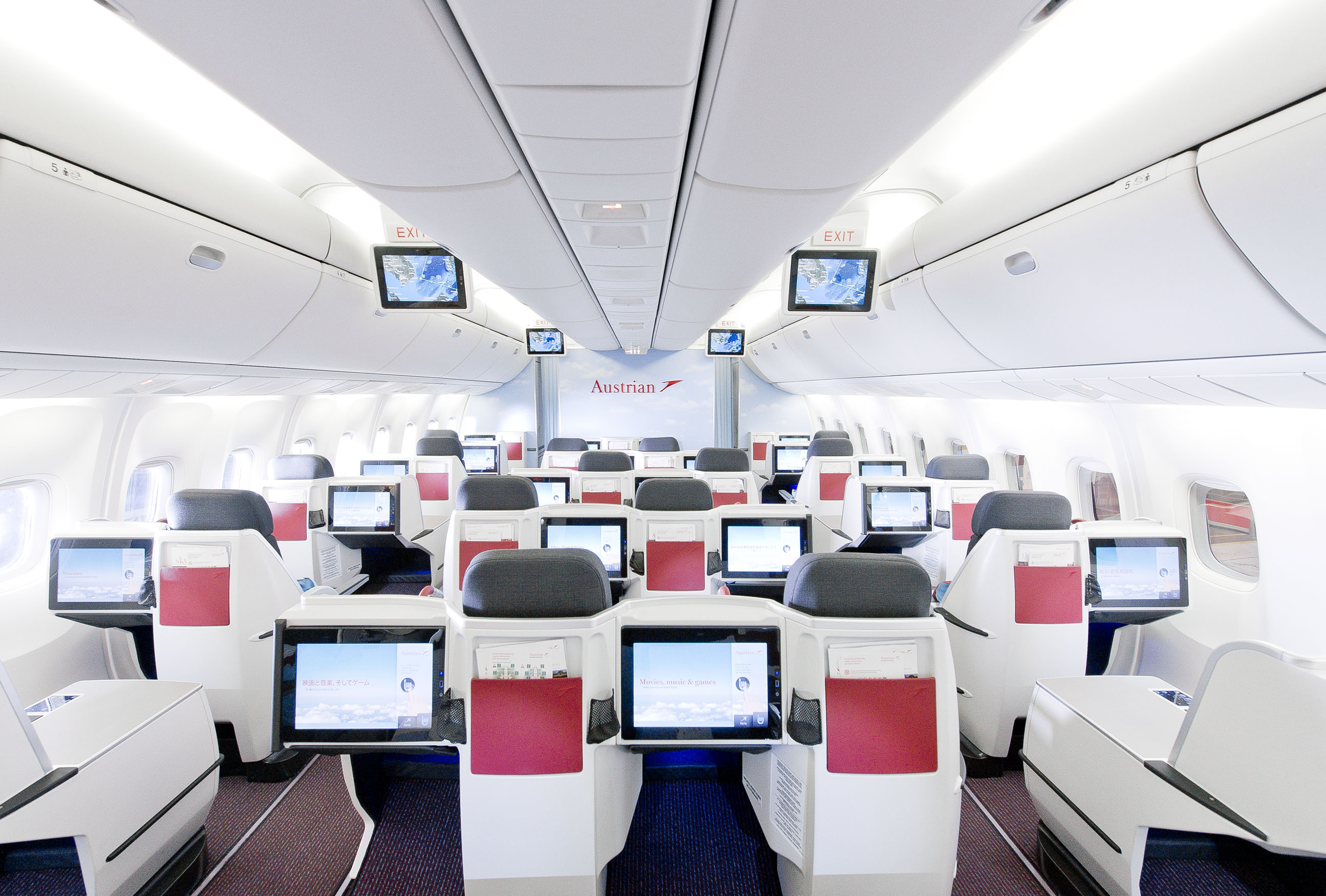
Business-Class-Kabine der Langstrecke (Boeing 767)

Austrian Airlines betreibt ein Zweiklassensystem bestehend aus Economy Class und Business Class auf der Kurzstrecke sowie ein Dreiklassensystem bestehend aus Economy, Premium Economy und Business auf der Langstrecke.

### Economy Class
Von Frühjahr bis September 2011 wurden alle Flugzeuge der Airbus-A320-Familie mit neuen Passagiersitzen und einer neuen Kabinengestaltung ausgestattet. Die „Europa-Kabine“ ist mit jener der Lufthansa identisch. Die neuentwickelten Sitze wurden von der Firma Recaro Aircraft Seating gefertigt. Im November 2013 abgeschlossen wurde auch die Neugestaltung der Kabinen der Typen Fokker 70/100 und DHC-8-400, um sich dem neuen Design anzupassen. Im Gegensatz zu den Airbus-Maschinen wurden aber keine neuen Sitze eingebaut, sondern lediglich die Bezüge und Teppiche ersetzt. Seither präsentieren sich alle Maschinen im Kurz- und Mittelstreckenverkehr in einem einheitlichen Erscheinungsbild. Es dominieren nun die Farben Grau, Rot und Weiß.
Seit August 2013 sind auch alle Langstreckenmaschinen mit einem neuen Kabineninterieur unterwegs. Es orientiert sich optisch an jenem der Kurz- und Mittelstrecke. In der Economy Class wurde dabei das Sitzmodell „Pinnacle“ von B/E Aerospace verbaut (2-3-2 Bestuhlung in der Boeing 767 bzw. 3-4-3 Bestuhlung in der Boeing 777).

### Premium Economy
2018 wurde die Premium Economy auf allen Langstreckenflugzeugen eingeführt. Es gibt zusätzlichen Service, mehr Beinfreiheit und mehr Freigepäck. Der Sitz wird vom Flugzeugsitz-Hersteller ZIM geliefert.

### Business Class
Auf der Kurz- und Mittelstrecke kommt in der Business Class das Prinzip des Class Dividers, eines beweglichen Vorhangs innerhalb der Kabine, zum Einsatz.
Bis August 2013 hat die gesamte Langstreckenflotte (Boeing 767 und Boeing 777) eine neue Kabinenausstattung erhalten. Die neue Sitzkonfiguration gestattet Gangzugang von jedem Platz in der Boeing 767 bzw. fast jedem Platz der Boeing 777. Bei dem neuen Lie-Flat-Sitz handelt es sich um ein Modell aus der „Vantage“-Reihe von Thompson Aero Seating.
Die Business Class der im Frühsommer 2024 in die Flotte aufgenommenen Boeing 787-9 verfügen neben direktem Gangzugang von jedem Platz über erhöhte Sitzwände.

### Bordverpflegung
Im März 2007 hat Do & Co das gesamte Catering für die Fluggesellschaft übernommen. 2021 wurde die Verpflegung in der Economy-Class auf Kurz- und Mittelstrecken bis zu drei Stunden Flugzeit kostenpflichtig.

### Bordunterhaltung
Die in der Airbus-Flotte herunterklappbaren Monitore wurden im Oktober 2014 deaktiviert und ausgebaut. Sie wurden durch WLAN („myAustrian FlyNet“) ersetzt. Zum Einsatz kommt dabei ein Breitband-Satellitensystem von Inmarsat. Das Telefonieren an Bord ist jedoch nicht möglich. Das kostenpflichtige Service ist seit Ende April 2017 in den Airbus-Maschinen nutzbar und soll im Folgenden auf weiteren Teilflotten angeboten werden. Da die Langstreckenmaschinen mittelfristig durch jüngere Flugzeuge ersetzt werden sollen, werden diese vorerst jedoch nicht mit einem Internetzugang ausgerüstet. Auf der Langstrecke ist in der Economy- wie in der Business-Class dasselbe Unterhaltungsprogramm verfügbar.
Das kostenlose Zeitungs- und Magazinangebot in der Economy-Class der Kurz- und Mittelstrecken wird seit Anfang 2015 nicht mehr angeboten. Ergänzend dazu werden seit Oktober 2015 nationale und internationale Zeitungs- bzw. Magazintitel in digitaler Form als Download zur Verfügung gestellt.

## Flugziele
Austrian Airlines bedient Flugziele in Europa, Nordamerika, Afrika, Asien und im Nahen und Mittleren Osten. Der Fokus des Streckennetzes liegt dabei auf Zentral- und Osteuropa.
Zudem werden die österreichischen Bundesländerflughäfen Innsbruck, Graz und Klagenfurt von Wien aus bedient. Austrian Airlines verbindet darüber hinaus seit Winterflugplan 2024 Linz mit Frankfurt. Seit Dezember 2014 bietet Austrian in Kooperation mit der ÖBB das Codeshare-Angebot AIRail. Dadurch können direkt über Austrian Zugverbindungen von Graz, Linz, Innsbruck und Salzburg gebucht werden, diese tragen auch eine OS-Flugnummer. Passagiere profitieren von einer garantierten Anschlussverbindung und Zutritt zur ÖBB Lounge, des Weiteren können bereits im Zug Meilen gesammelt werden.

## Austrian Holidays
Austrian myHoliday löste im April 2013 die Marke Lauda Air als Ferienflugmarke der Austrian Airlines ab und wurde Mitte 2015 in myAustrian Holidays umbenannt, mittlerweile im Markenauftritt nur noch Austrian Holidays. Sie umfasst saisonale Ferienflüge sowie einmalige bzw. kurzfristige Exklusiv-Charter. Sämtliche Charterflüge werden mit den Flugzeugen und der Besatzung der Austrian Airlines durchgeführt – sie unterscheiden sich jedoch unter anderem in puncto Service & Flugbedingungen von den Linienflügen.
Austrian Holidays Service
Passagiere erhalten auf allen Ferienflügen je nach Flugzeit ein ausgewähltes Do & Co Bordservice:
- Flugzeiten bis 02:19 Stunden: Warme Paninis oder Schnitzelsemmel & Wein, Bier, Kaffee, Tee, Softdrinks, Frizzante etc.
- Flugzeiten ab 02:20 Stunden: Ein warmes Menü & Wein, Bier, Kaffee, Tee, Softdrinks, Frizzante etc.

Ab dem Sommerflugplan 2022 werden einige der bisherigen Austrian-Holidays-Verbindungen als reguläre Linienflüge geführt – beispielsweise von Wien nach Palma de Mallorca, Ibiza oder Mykonos. Damit geht auch das Service-Konzept der Linienflüge einher, bei dem in der Economy Class für Speisen und Getränke – abgesehen von einem stillen Wasser – bezahlt werden muss.
Gepäckbestimmungen
In der Economy Class können Passagiere ein Freigepäckstück mit max. 23 kg aufgeben. In der Business Class sind es zwei Freigepäckstücke mit jeweils bis 32 kg. Für Übergepäck und Sportgepäck kommt eine eigene Tariftabelle zur Anwendung, während die Handgepäckbestimmungen, denen der Linienflüge entsprechen.
Flugnummernrange
Austrian Holidays Flüge sind an der vierstelligen Flugnummer zu erkennen.
- OS2000-OS2999: Exklusiv-Charter, Charterflüge in Veranstalterverantwortung
- OS4000-OS4999 & OS9000-OS9999: Saisonale Ferienflüge

## Flotte

### Aktuelle Flotte
Mit Stand August 2025 besteht die Flotte der Austrian Airlines aus 68 Flugzeugen mit einem Durchschnittsalter von 18,3 Jahren:
| Flugzeugtyp      | Anzahl | Bestellungen | Bemerkungen                                                                 | Sitzplätze (Business/Eco+/Economy) | Durchschnittsalter |
| ---------------- | ------ | ------------ | --------------------------------------------------------------------------- | ---------------------------------- | ------------------ |
| Airbus A320-200  | 29     | 0            | zwei mit Sharklets ausgestattet                                             | 174 (-/-/174) 180 (-/-/180)        | 20,5 Jahre         |
| Airbus A320neo   | 05     | 06           | einer inaktiv                                                               | 180 (-/-/180)                      | 02,4 Jahre         |
| Airbus A321-100  | 03     |              |                                                                             | 200 (-/-/200)                      | 29,6 Jahre         |
| Airbus A321-200  | 03     |              |                                                                             | 200 (-/-/200)                      | 25,9 Jahre         |
| Boeing 767-300ER | 03     |              | mit Winglets ausgestattet; werden ab 2025 durch 787 ersetzt                 | 211 (24/30/157)                    | 25,8 Jahre         |
| Boeing 777-200ER | 06     |              | werden bis vsl. 2028 durch B787 ersetzt                                     | 306 (38/24/244)                    | 24,6 Jahre         |
| Boeing 787-9     | 02     | 10           | ex Bamboo Airways, fünf geplante aus Lufthansa Bestand (ex Hainan Airlines) | 294 (26/21/247)                    | 05,7 Jahre         |
| Embraer ERJ-195  | 17     |              | werden bis 2028 durch sechs A320neo ersetzt                                 | 120 (-/-/120)                      | 14,0 Jahre         |
| Gesamt           | 68     | 16           |                                                                             |                                    | 18,3 Jahre         |

Zusätzlich werden drei ATR 72-600 im Wetlease von Braathens Regional Airways betrieben. Außerdem werden für die Zeit der Sommerflugpläne 2025, 2026 und 2027 drei A220-300 im Wetlease von Air Baltic betrieben. Es besteht die Option auf einen vierten A220-300.
Flugzeuge der Austrian

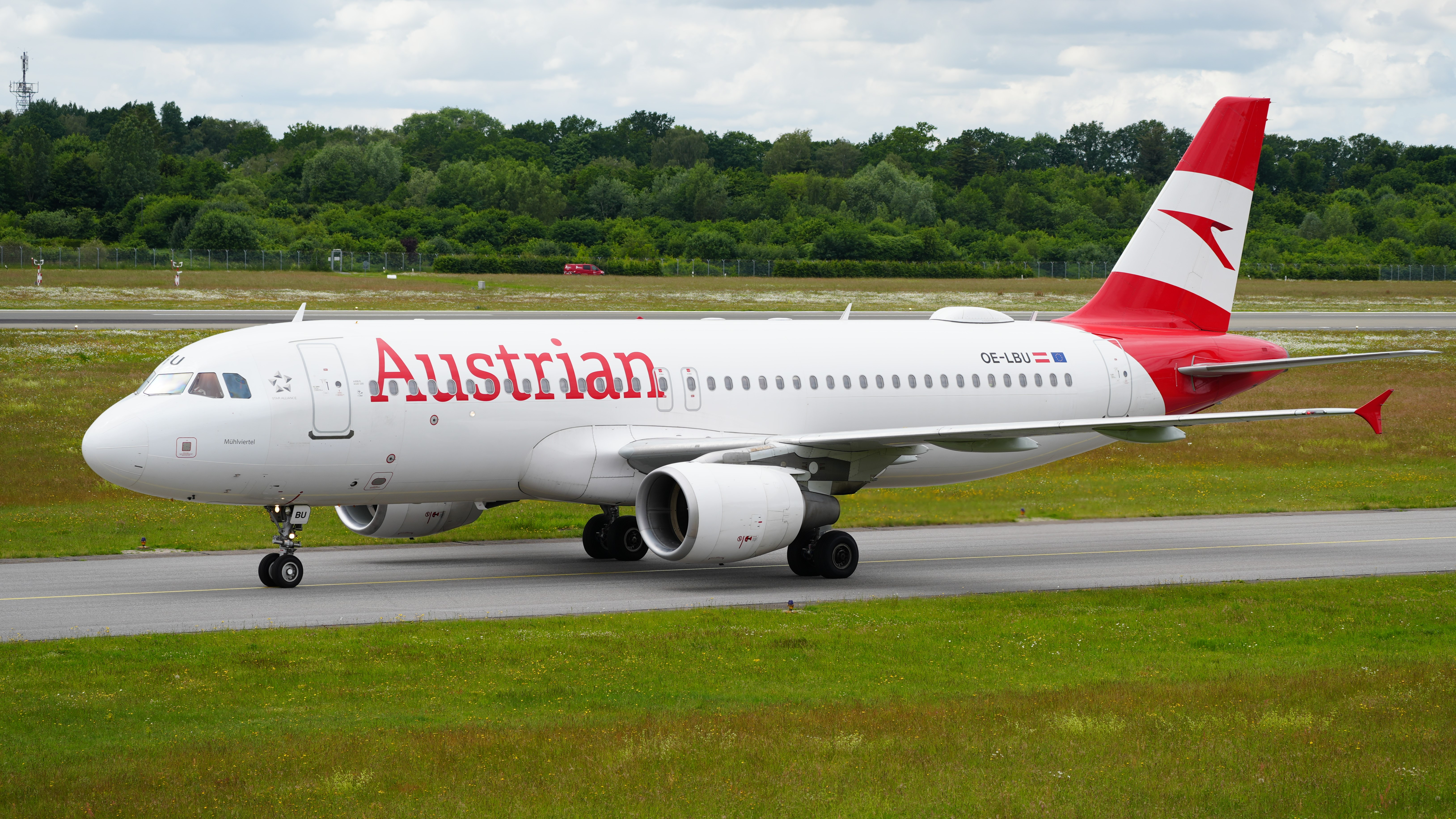
Airbus A320-200
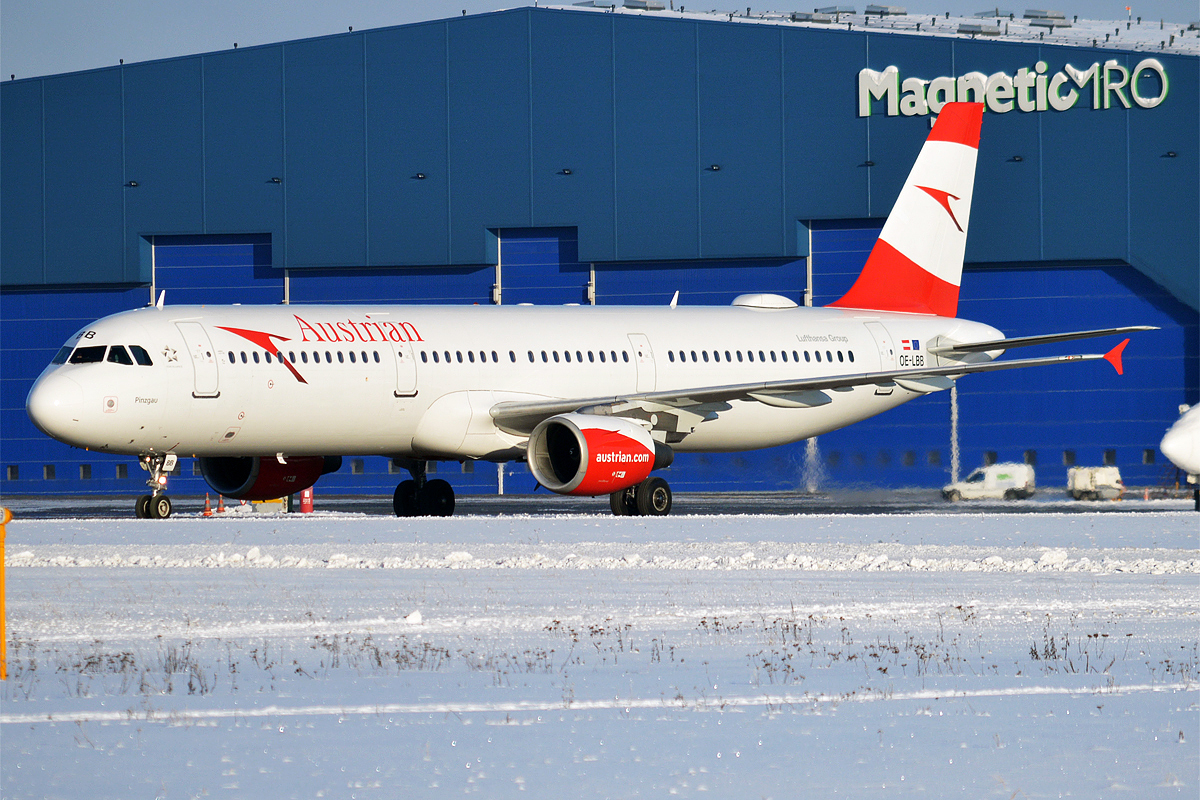
Airbus A321-100
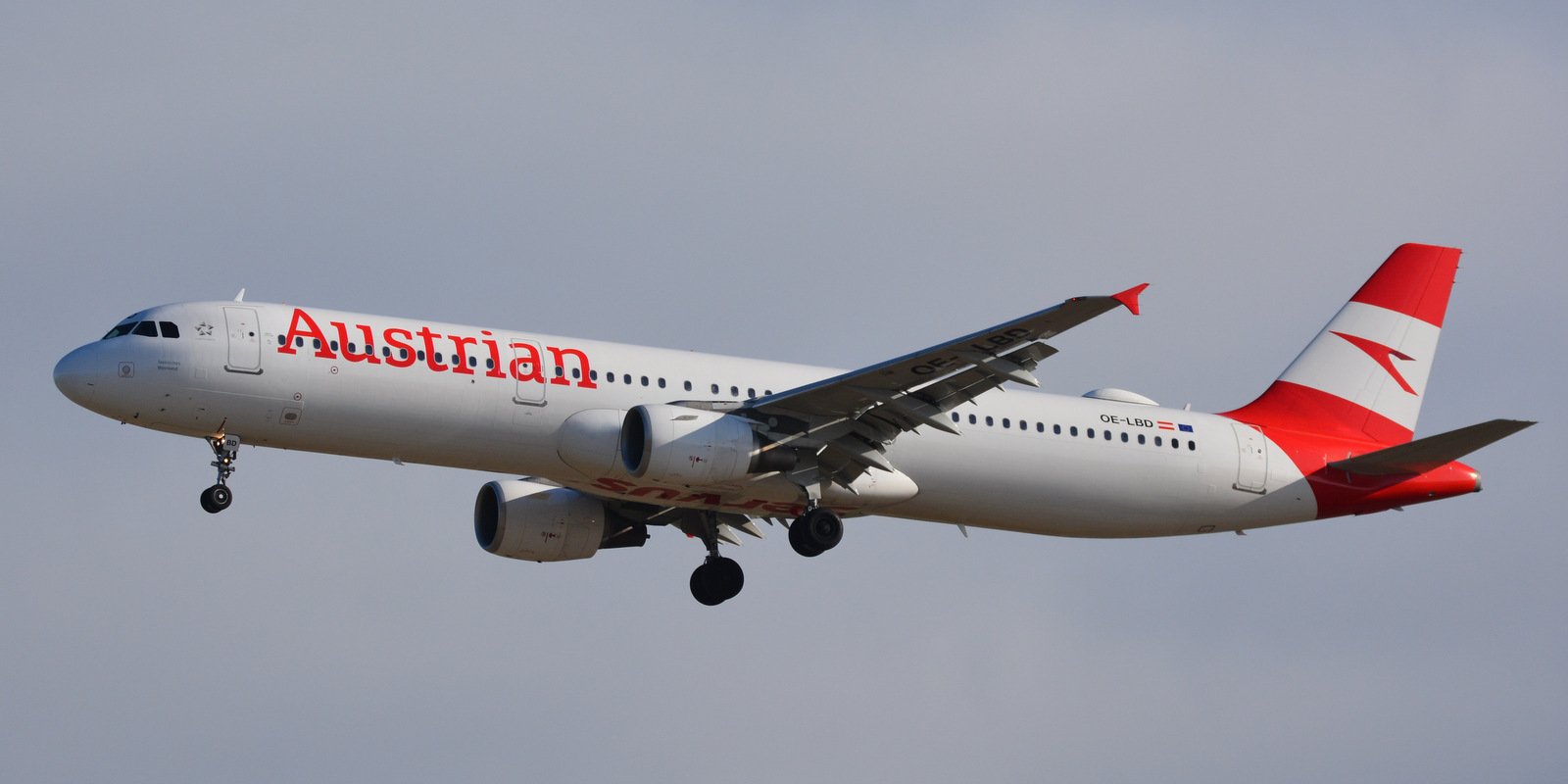
Airbus A321-200
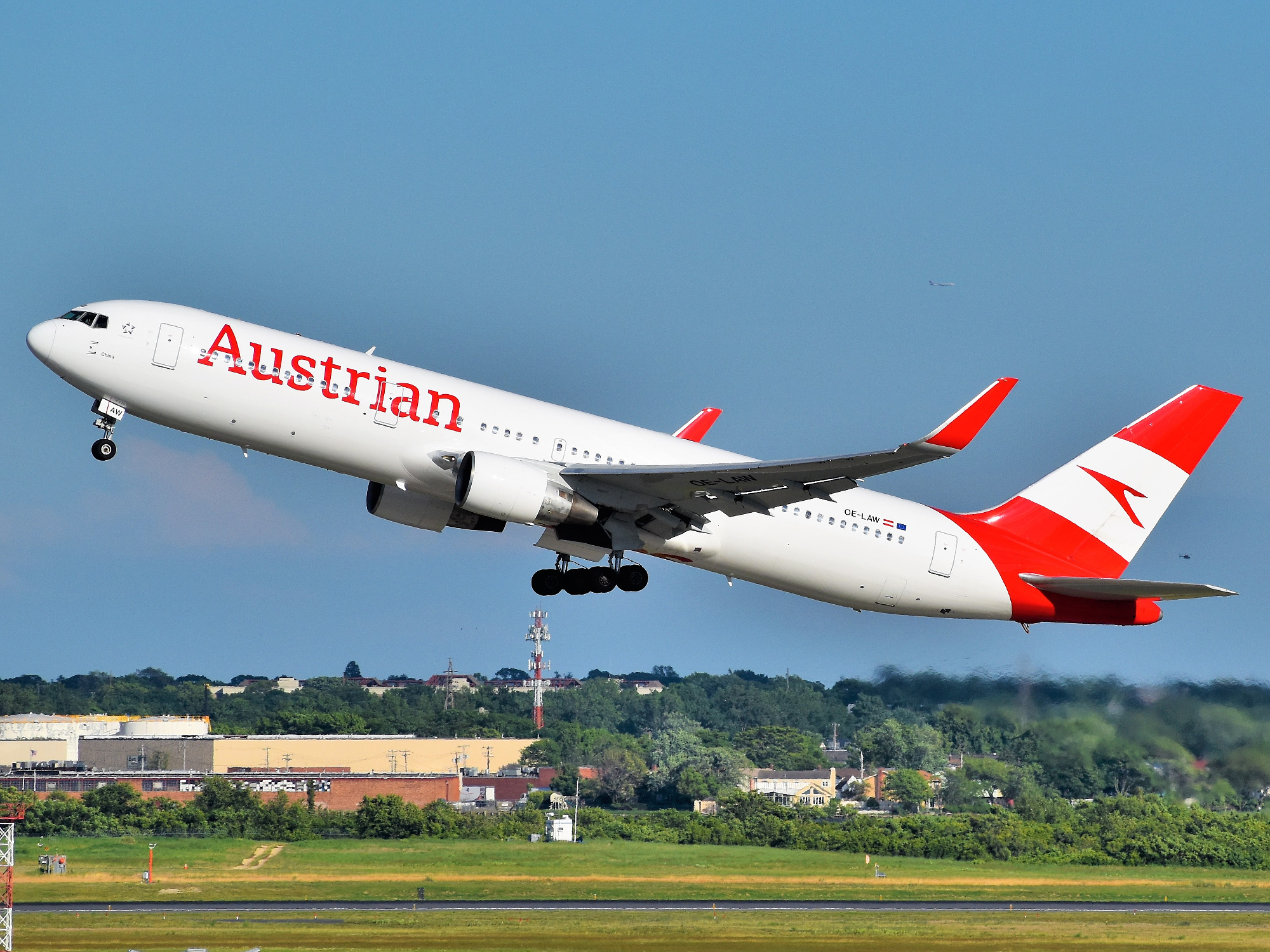
Boeing 767-300ER
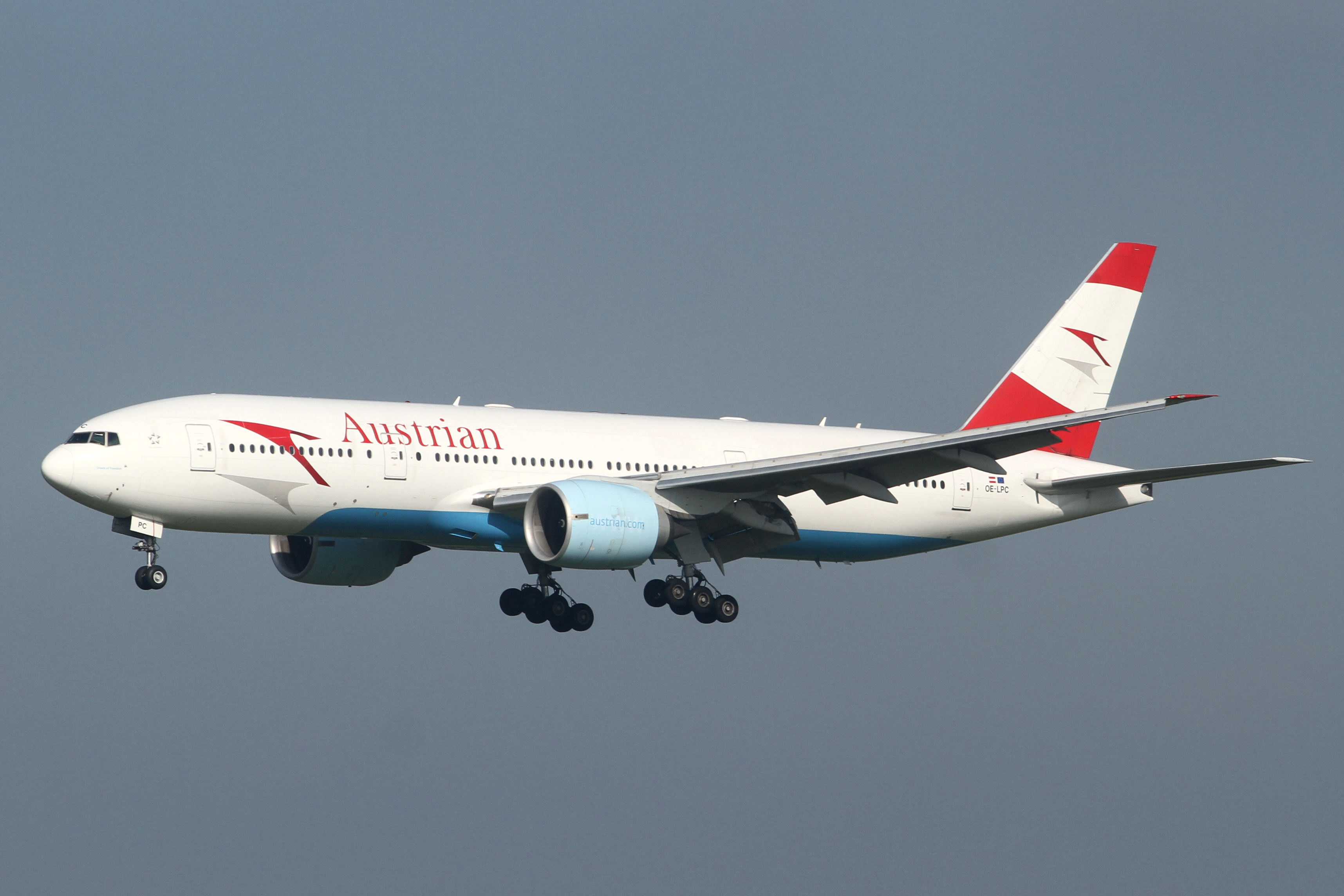
Boeing 777-200ER
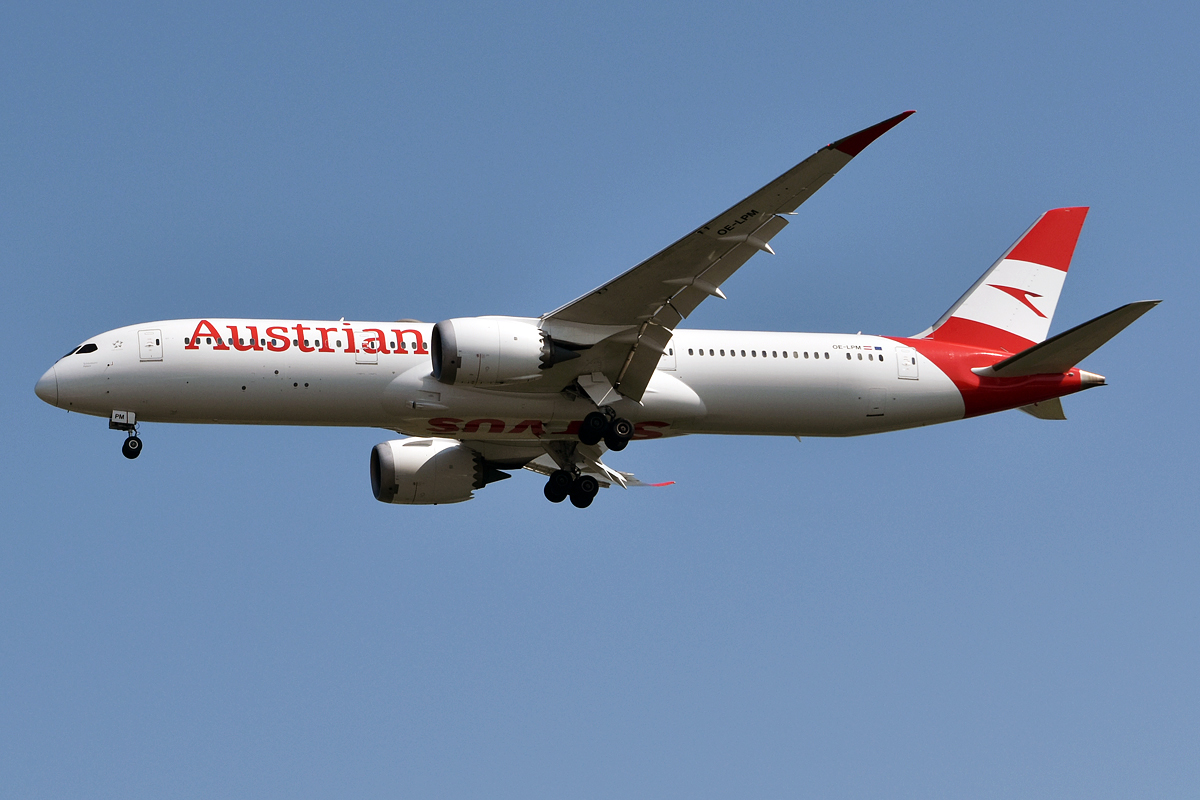
Boeing 787-9
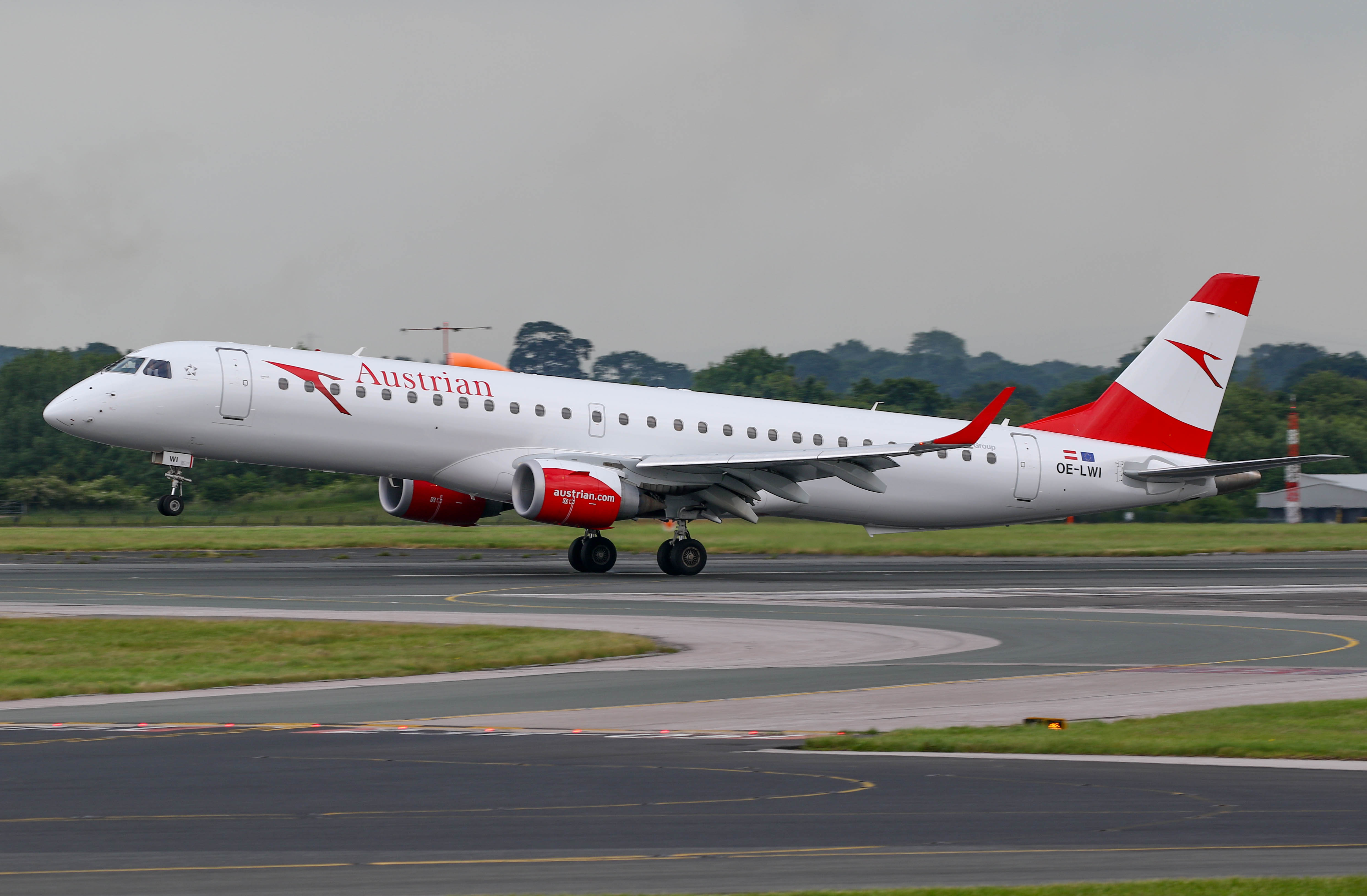
Embraer 195LR

### Ehemalige Flugzeugtypen

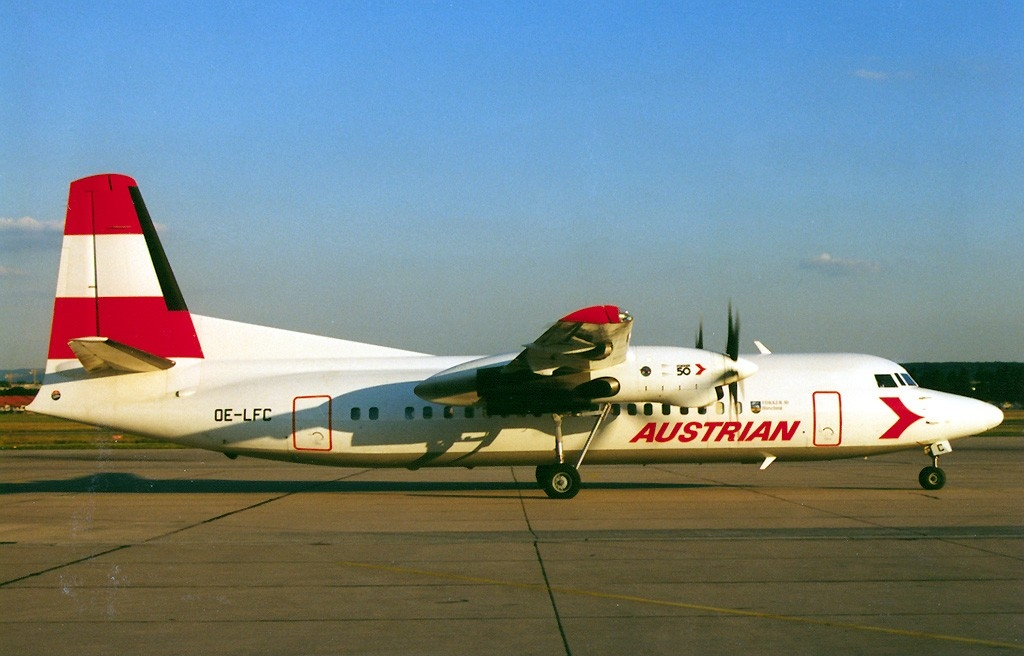
Fokker 50 der Austrian in Stuttgart (1989)

Zuvor betrieb Austrian Airlines unter anderem auch folgende Flugzeugtypen:
- Airbus A310
- Airbus A319
- Airbus A330
- Airbus A340
- Boeing 737
- De Havilland Canada DHC-8-300
- De Havilland Canada DHC-8-400
- Douglas DC-9
- Fokker 50
- Fokker 70
- Fokker 100
- McDonnell Douglas MD-80
- Sud Aviation Caravelle
- Vickers Viscount

## Zwischenfälle

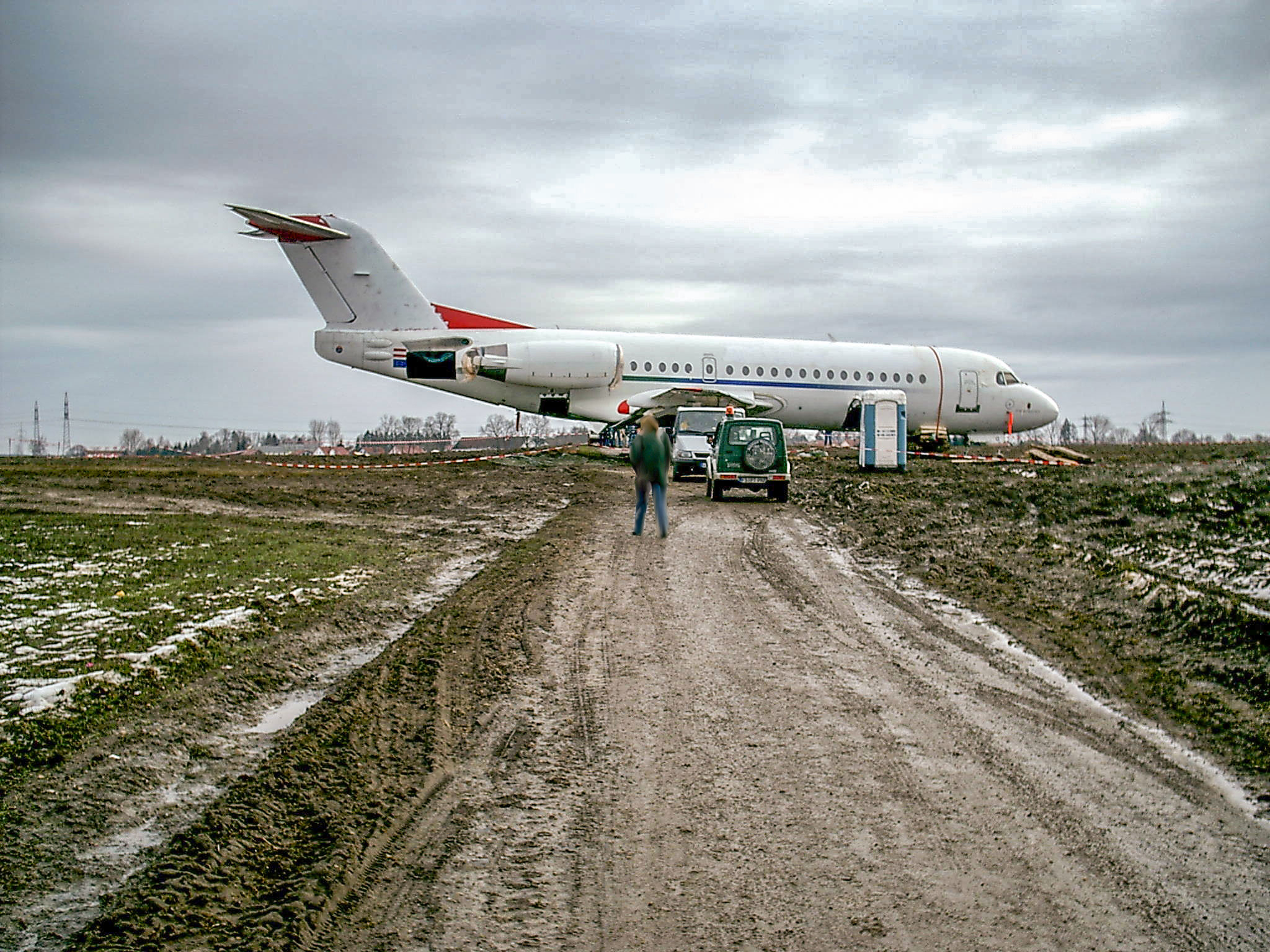
Die Fokker 70 wenige Tage nach dem Unfall. Logos und Kennzeichen wurden bereits entfernt.

Bisher kam es bei Austrian Airlines zu einem Totalschaden eines Flugzeugs. Dabei kamen 31 Menschen ums Leben.
- Am 26. September 1960 verunglückte eine Vickers Viscount 837 (Luftfahrzeugkennzeichen OE-LAF) mit dem Taufnamen „Joseph Haydn“ auf der Strecke Wien – Warschau – Moskau. Die Maschine wurde beim Landeanflug nahe Moskau zehn Kilometer vom Ziel entfernt in einen Wald geflogen und zerschellte. Bei diesem Controlled flight into terrain wurden von den 37 Personen an Bord 31 getötet (siehe auch Austrian-Airlines-Flug 901).[147]

- Am 21. Februar 1970 explodierte 20 Minuten nach dem Start eine in einem Postkorb versteckte Bombe an Bord einer Sud Aviation Caravelle (OE-LCU) während des Fluges von Frankfurt am Main nach Wien mit 33 Passagieren und fünf Besatzungsmitgliedern an Bord. Die Bombe riss dabei ein ca. 0,5 m² großes Loch in die Unterseite des Rumpfes. Die Piloten konnten aber trotz des Loches sicher am Flughafen Frankfurt am Main landen. Keine der 38 Personen an Bord wurde verletzt. Die Volksfront für die Befreiung Palästinas bekannte sich zu diesem Anschlag. Das Paket mit der Bombe war eigentlich für eine El-Al-Maschine vorgesehen, die von Frankfurt nach Tel Aviv flog.[148]

- Am 5. Jänner 2004 musste eine Fokker 70 wegen Schubverlusts durch Triebwerksvereisung im Landeanflug auf den Flughafen München auf einem Acker notlanden. Es gab keine Opfer; die schwer beschädigte Maschine konnte repariert werden (siehe auch Austrian-Airlines-Flug 111).

- Am 9. Juni 2024 kam ein Airbus A320 (OE-LBM) auf der Strecke vom Flughafen Palma de Mallorca nach Wien beim Sinkflug über Hartberg um etwa 17.30 Uhr MESZ in eine Gewitterzelle und passierte wenige Sekunden lang Hagel. Die äußere Schicht der beiden vorderen Cockpitfenster wurde zerstört, sodass die Sicht nach vorne stark reduziert war. Vom Radom an der Rumpfnase brachen zwei Drittel weg. Außerdem wurden Verkleidungen an Rumpf und Triebwerksaufhängung beschädigt. Das Flugzeug landete um 17.55 Uhr instrumentengeführt am Flughafen Wien-Schwechat. Es wurde niemand verletzt.[149][150][151][152] In weiterer Folge gab es einen Distput um die Aufarbeitung und die Herausgabe des Flugdatenschreibers. Im Dezember 2024 wurde der vorläufige Untersuchungsbericht veröffentlicht.[153]

## Sicherheit an Bord
- Am 7. Jänner 1997 wurde das Cockpit einer McDonnell Douglas DC-9-87 von Berlin-Tegel nach Wien-Schwechat von einem mit einem Messer bewaffneten Bosnier gestürmt. Die Besatzung wurde gezwungen, nach Berlin zurückzukehren. Der Mann wurde am Boden von den lokalen Behörden überwältigt und verhaftet. Das Messer durfte gemäß der damaligen Bestimmungen mit an Bord genommen werden. Der Mann hatte die Absicht, in Berlin sein Visum neu zu verhandeln.[154]

- Die bewaffnete Überwachungstätigkeit auf Austrian-Flügen durch das Einsatzkommando Cobra begann bereits im November 1981. Mehr als 40.000 auffällige Flüge der „Austrian Airlines“, ab 1997 auch der „Lauda Air“, sind begleitet worden. So sind im Jahr 2003 1.425 Flüge begleitet worden, 2004 stieg die Zahl der Begleitungen auf 1.731 an. Bei jedem begleiteten Flug werden mindestens zwei „Air Marshals“ eingesetzt. Die Flugsicherungsbegleiter des Einsatzkommandos Cobra müssen ein Basistraining (spezifisches Taktik- und Schießtraining, Notfalltraining) sowie jährliche Kurse absolvieren, darunter ein Deeskalationstraining. Die Flugsicherungsbegleiter lernen auch Fremdsprachen, die „Fliegersprache“ und internationales Luftfahrtrecht. Die Auswahl der Flüge erfolgt nach einer Gefahrenanalyse. Die polizeilichen Flugbegleiter sind auch mit Gefährdungen durch „unruly passengers“ konfrontiert, Fluggäste, die zu randalieren beginnen, etwa unter Alkoholeinfluss, oder wütende Kettenraucher, die während des Flugs nicht rauchen dürfen.[155]

Zur Behandlung von defibrillierbaren Herzrhythmusstörungen sind alle Maschinen mit halbautomatischen Defibrillatoren ausgerüstet.

## Treibhausgase
Austrian Airlines zählen mit einem jährlichen Ausstoß von 874 529 t CO2-Äquivalenten (2018) zu den größten Verursachern von Treibhausgasen in Österreich.